# Casal d'Àustria

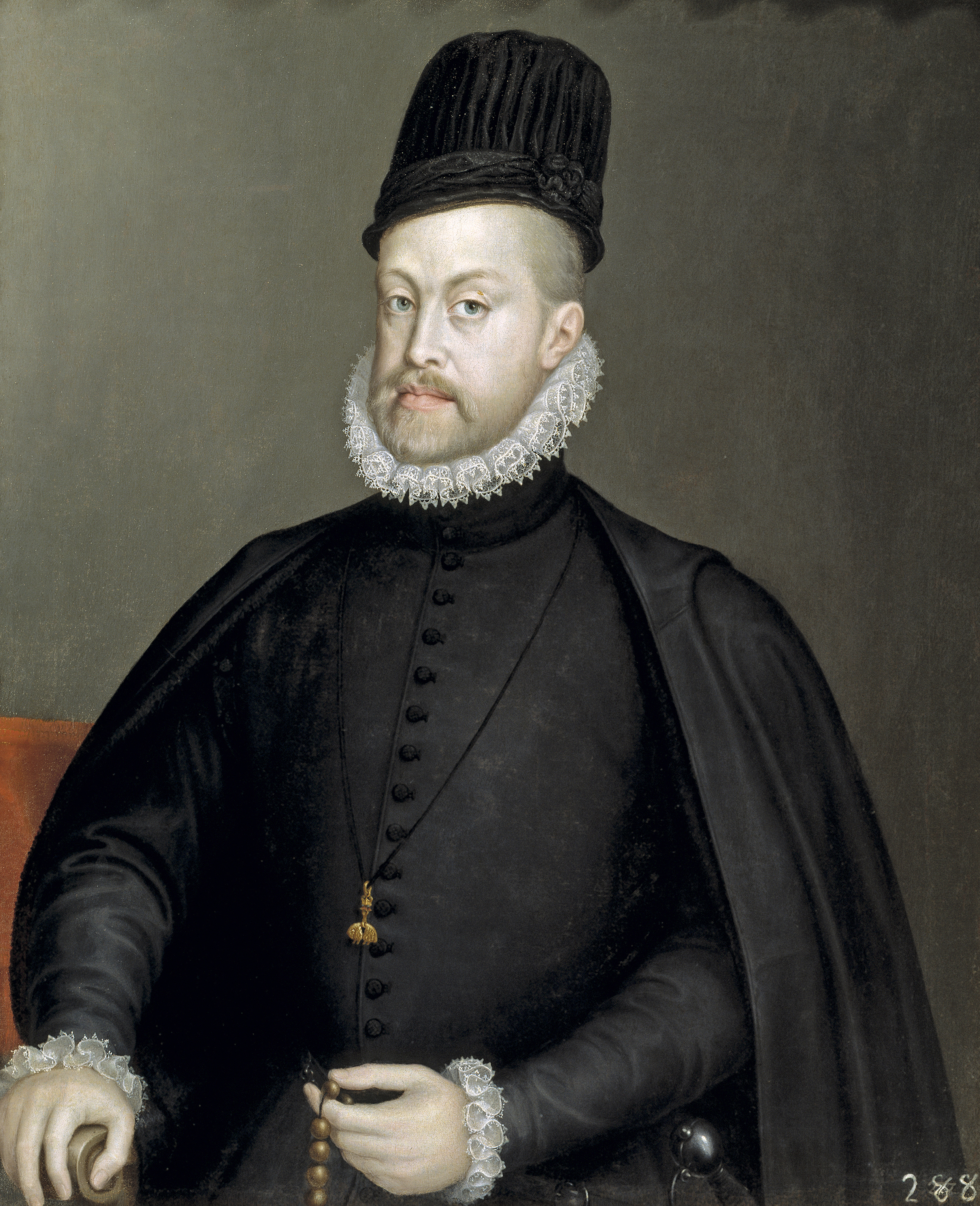
Retrat de Felip II d'Espanya, obra de Sofonisba Anguissola.

El Casal d'Àustria és el nom amb què es coneix la dinastia dels Habsburg, regnant a la Monarquia Hispànica en els segles xvi i xvii; des de la Concòrdia de Villafáfila (27 de juny de 1506), en què Felip el Bell és reconegut com a rei consort de la Corona de Castella, i queda per al seu sogre, Ferran el Catòlic, la Corona d'Aragó; fins a la mort, sense hereus, de Carles II l'Embruixat (1 de novembre de 1700), que va provocar la Guerra de Successió Espanyola.
L'Emperador Carles V (Carles I d'Espanya) va acumular un enorme imperi territorial i oceànic sense parangó en la història, que s'estenia des de les Filipines fins a Mèxic a l'oest, i des dels Països Baixos, al nord, fins a Terra del Foc, al sud. A més de l'expansió ultramarina, i algunes conquestes (com Milà), aquest domini va ser resultat de l'addició de quatre dinasties europees: el ducat de Borgonya, Àustria, la Corona d'Aragó i la Corona de Castella; i va conformar la base del que es va conèixer com a Imperi Espanyol, sobretot a partir de la divisió de la seva herència (1554 - 1556) entre el seu germà, Ferran I d'Habsburg, i el seu fill, Felip II de Castella. Des de llavors, es pot parlar de dues branques del casal d'Àustria, els Habsburg de Madrid (dels quals tracta aquest article) i dels Habsburg de Viena (que van continuar regnant a Àustria fins al 1918).
La Monarquia Hispànica (també coneguda com a Monarquia Catòlica) va ser, durant tota aquesta època, la potència més gran d'Europa. Durant els anomenats Àustries Majors (Carles I i Felip II, tot i que també Carles II) va arribar l'apogeu de la seva influència i poder, sobretot amb la incorporació de Portugal i el seuextens imperi; mentre que els regnats dels anomenats Àustries Menors (Felip III, Felip IV i Carles II), coincidents amb el millor Segle d'Or de les arts i les lletres, van significar el que es coneix com a "decadència espanyola": la pèrdua de l'hegemonia europea i una profunda crisi econòmica i social.
La supremacia marítima espanyola al segle xvi va ser demostrada amb la victòria contra els otomans a la batalla de Lepant (1571) i, després del contratemps de la Derrota de l'Armada Invencible (1588) en una sèrie de victòries contra Anglaterra en la Guerra angloespanyola (1585–1604). No obstant això, a mitjans del segle xvii el poder marítim del Casal d'Àustria va patir un llarg declivi amb derrotes successives enfront de les Províncies Unides i després davant d'Anglaterra; durant l'any 1660, estava lluitant desesperadament per defensar les seves possessions exteriors dels pirates i corsaris. Al continent europeu, els Habsburg de Madrid es van involucrar en la defensa dels seus parents de Viena en la vasta Guerra dels Trenta Anys que, encara que va començar amb bones perspectives per a l'armada espanyola, va acabar de manera catastròfica després de la crisi de 1640, amb la revolta simultània de Portugal (que es va separar definitivament), Catalunya i Nàpols. A la segona meitat del segle xvii, el Casal d'Àustria espanyol va ser substituït en l'hegemonia europea per la França de Lluís XIV.

## Els inicis de l'Imperi (1504-1521)

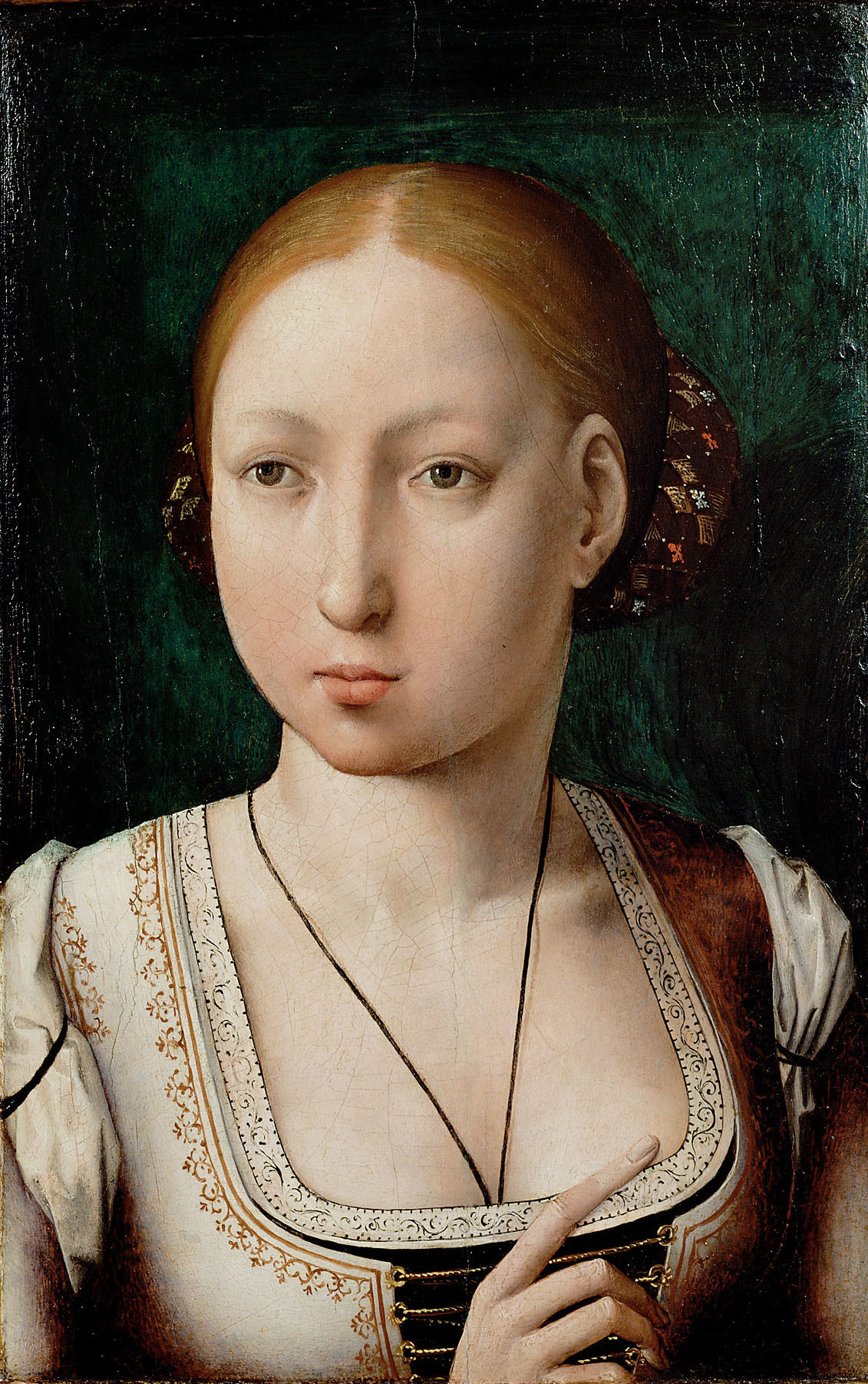
Joana I de Castella (r. 1504-1506), Kunsthistorisches Museum, Viena.

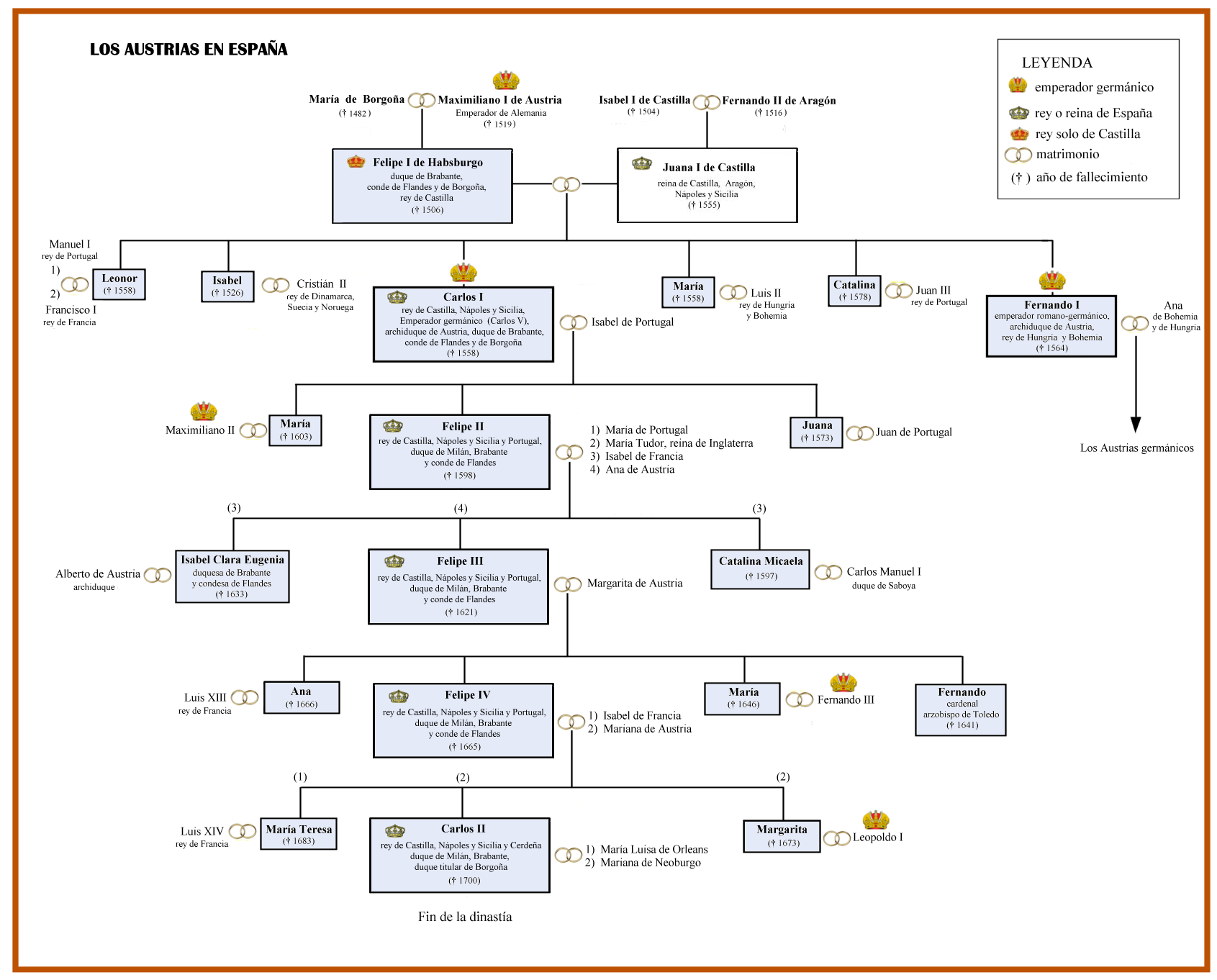
Arbre genealògic dels reis d'Espanya i la família del Casal d'Àustria (en blau).b
Nota: Felip I només va ser rei de Castella.

Espanya, tant a la seva configuració territorial com a la definició de la seva entitat estatal, no va arribar a presentar un aspecte semblant a l'actual fins a la mort del rei Carles II: amb ella es va produir l'extinció dels Dinastia dels Habsburg de Madrid, l'ascensió de Felip V i la inauguració de la dinastia Borbó i les seves reformes. L'àrea política referida -sobretot en la seva percepció exterior- com a Espanya era, de fet, la unió, en la persona del rei, de diverses entitats polítiques sortides de l'edat mitjana. La transcendència del matrimoni entre Ferran II d'Aragó i Isabel I de Castella l'any 1469 i les personalitats d'aquests reis van tenir molt a veure amb això, encara que també hi va intervenir l'atzar, que va anar frustrant alguns dels seus projectes i va fer triomfar d'altres. No havia estat l'única opció considerada, ja que era possible igualment una unió de Castella amb Portugal, bé sense Aragó (en cas d'haver triomfat la seva neboda Joana la Beltraneja en la Guerra de Successió de Castella) o bé amb ell (en cas d'haver sobreviscut el seu net, el príncep Miquel da Paz).
Espanya estava ara unida sota un únic governant, Ferran II d'Aragó. Com a únic monarca, Ferran va adoptar una política més agressiva que la que va tenir com a marit d'Isabel; va ampliar l'esfera d'influència d'Espanya a Itàlia, i la va enfortir contra França. Com a rei d'Aragó, Ferran va estar involucrat en la lluita contra França i Venècia pel control d'Itàlia; aquests conflictes es van convertir en el centre de la política exterior de Ferran com a rei. El primer ús de les forces espanyoles per part de Ferran es va produir durant la Guerra de la Lliga de Cambrai contra Venècia, on els soldats espanyols es van distingir en el camp de batalla al costat dels seus aliats francesos, a la batalla d'Agnadello (1509). Només un any més tard, Ferran es va unir a la Lliga Catòlica contra França, ja que va veure una oportunitat de perdre els regnes de Nàpols i Navarra, dels quals en mantenia una reivindicació dinàstica. L'any 1516, França va acceptar una treva que va deixar Milà sota el control francès i va reconèixer l'hegemonia espanyola a Nàpols i alsud de Navarra. El matrimoni de Ferran amb Germana de Foix, en cas d'haver sobreviscut el fill de tots dos, hauria trencat la unitat política de Castella i Aragó, però el seu fill Joan va morir sent un infant.

Estendard dels monarques del Casal d'Àustria a Espanya, emprat des de 1580 cap fins a l'any 1668.

La mort de Ferran va portar a l'ascensió al tron del jove Carles, com a Carles I de Castella i Aragó. La seva herència espanyola va incloure totes les possessions espanyoles al Nou Món i al voltant del Mediterrani. Després de la mort del seu pare, l'any 1506, Carles havia heretat el territori denominat Flandes o Països Baixos espanyols (on havia nascut i crescut) i el Franc Comtat. L'any 1519, després de la mort del seu avi patern Maximilià I, Carles va heretar els territoris Habsburg del Sacre Imperi Romanogermànic, i va ser escollit aquell mateix any com a Emperador amb el nom de Carles V. La seva mare va romandre com la reina titular de Castella fins a la seva mort l'any 1555 però, a causa del seu precari estat de salut, Carles va exercir tot el poder sense contemplacions, fet que va produir la sublevació coneguda com a Revolta de les Comunitats de Castella. Un cop sufocada la sublevació l'any 1521, igual que la simultània Revolta de les Germanies de València, l'Emperador i Rei Carles va ser l'home més poderós de la Cristiandat.
L'acumulació de tant poder en un home i una dinastia preocupava molt al rei de França, Francesc I, que es va trobar envoltat de territoris Habsburg. L'any 1521, Francesc va envaïr les possessions espanyoles a Itàlia i va inaugurar una segona ronda del conflicte franc-espanyol. Les Guerres d'Itàlia van ser un desastre per a França, que va patir derrotes tant a l'anomenada Guerra dels Quatre Anys (1521 - 1526), la batalla de Bicocca (1522) i la batalla de Pavia (1525, on Francesc va ser fet presoner), com a la Guerra de la Lliga de Cognac (1527 - 1530) i la batalla de Landriano (1529), abans que Francesc cedís i abandonés Milà, un cop més, en benefici d'Espanya.

## Un Emperador i un rei (1521-1556)

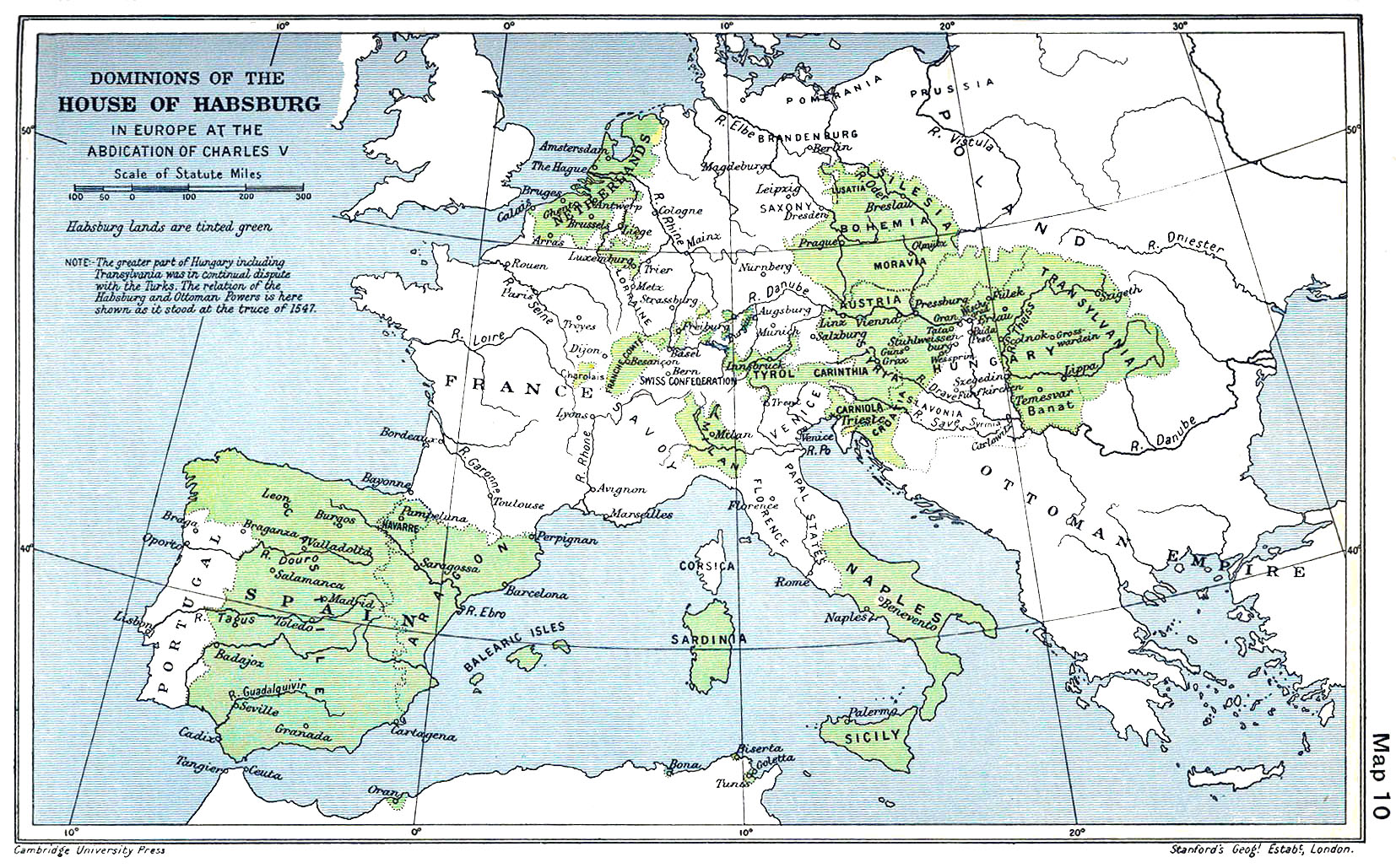
Un mapa dels dominis dels Habsburg després de la batalla de Mühlberg (1547) com es mostra en The Cambridge Modern History Atles (1912); les terres dels Habsburg estan pintades en verd.

La victòria de Carles a la batalla de Pavia l'any 1525, va sorprendre a molts italians i alemanys i va suscitar les preocupacions que Carles s'esforçaria per guanyar encara més poder. El Papa Climent VII va canviar de bàndol i es va unir a França i a importants estats italians contra l'Emperador Habsburg a la Guerra de la Lliga de Cognac. En 1527, a conseqüència de la incapacitat de Carles per pagar als seus exèrcits al Nord d'Itàlia, aquests es van amotinar i van saquejar Roma, forçant Climent i els successius papes a ser considerablement més prudents en els seus tractes amb les autoritats seculars; l'any 1533, el rebuig de Climent per anul·lar el matrimoni d'Enric VIII d'Anglaterra amb Caterina d'Aragó va ser una conseqüència directa del seu desig de no ofendre l'emperador i tenir potser la seva capital saquejada una segona vegada. La Pau de Barcelona, signada entre Carles i el Papa l'any 1529, va establir una relació més cordial entre ambdós líders. De fet, el Papa nomenà Espanya com a protectora de la causa Catòlica i va reconèixer Carles com a rei de Llombardia, a canvi de la intervenció espanyola per derrocar la rebel República de Florència.
L'any 1543, Francesc I, rei de França, va anunciar la seva aliança sense precedents amb el sultà otomà, Solimà I el Magnífic, i va ocupar la ciutat de Niça, controlada per Espanya, en cooperació amb les forces turques. Enric VIII d'Anglaterra, que tenia més rancúnia a França que a Espanya, es va unir a Carles en la seva invasió de França. Encara que l'exèrcit espanyol va ser completament derrotat en la batalla de Ceresole, a Savoia, a Enric li va anar millor i França va ser forçada a acceptar els termes. Els austríacs, liderats pel germà menor de Carles, Ferran, van continuar lluitant contra els otomans a l'est. Amb França vençuda, Carles es va poder ocupar d'un problema més antic: la Lliga d'Esmalcalda.

Carles I d'Espanya en la seva victòria contra els Protestants a la batalla de Mühlberg (1547), pintat per Ticià

La Reforma Protestant havia començat a Alemanya durant l'any 1517. Carles, per la seva posició com a Emperador del Sacre Imperi Romanogermànic, per les seves estratègiques possessions patrimonials situades al llarg de les fronteres alemanyes, i per la seva propera relació amb els seus parents Habsburg d'Àustria, va tenir gran interès a mantenir l'estabilitat del seu imperi. La Guerra dels Camperols alemanys havia esclatat a l'Imperi l'any 1524 i va devastar el país fins que va ser completament sufocada cap a l'any 1526. Carles, fins i tot estant tan lluny d'Alemanya, estava compromès a mantenir-ne l'ordre. Des de la Guerra dels Camperols, els protestants s'havien organitzat en una lliga defensiva per a protegir-se de l'Emperador Carles. Sota la protecció de la Lliga d'Esmalcalda, els estats protestants havien comès un gran nombre d'atrocitats als ulls de l'Església Catòlica -la confiscació d'alguns territoris eclesiàstics, entre altres coses- i havien desafiat l'autoritat de l'Emperador.
Potser en gran manera des de la perspectiva estratègica del rei espanyol, la Lliga s'havia aliat amb els francesos, i els seus esforços a Alemanya per a debilitar-la havien estat desairats. La derrota de Francesc, l'any 1544 va portar a l'anul·lació de l'aliança amb els protestants, i Carles va aprofitar l'oportunitat. Primer va intentar el camí de la negociació a la Dieta de Worms, de l'any 1521, i el Concili de Trento, de l'any 1545, però el lideratge protestant i el sentiment de traïció creat per la postura presa pels catòlics al Concili els portaren a la guerra, liderats per l'elector Maurici de Saxònia. Com a resposta, Carles va envair Alemanya al capdavant d'un exèrcit format per tropes espanyoles i flamenques, amb l'esperança de restaurar l'autoritat imperial. L'Emperador en persona va infligir una severa derrota militar als protestants durant la històrica batalla de Mühlberg l'any 1547, però no va arribar a tenir conseqüències decisives, ja que l'any 1555 Carles va haver de signar amb els estats protestants la Pau de Praga (1635), que restaurava l'estabilitat a Alemanya, a través del principi cuius regio, eius religio, és a dir, el reconeixement de la llibertat religiosa a la pràctica pels prínceps alemanys protestants del nord. La implicació de Carles en Alemanya estableix un rol per a Espanya com a protectora de la causa catòlica-Habsburg al Sacre Imperi; el precedent establert llavors portaria, set dècades més tard, a la participació en la Guerra dels Trenta Anys que acabaria, finalment, amb l'estatus d'Espanya com una de les potències capdavanteres d'Europa.
L'any 1526, Carles es va casar amb Isabel de Portugal i d'Aragó, germana del rei Joan III de Portugal. L'any 1556, Carles va abdicar de les seves possessions, passant el seu Imperi Espanyol al seu únic fill supervivent, Felip II d'Espanya, i el Sacre Imperi Romanogermànic al seu germà Ferran. Carles es va retirar al monestir de Yuste (Extremadura), on es pensa que va patir una crisi nerviosa i va morir cap a l'any 1558.

## De Sant Quintí a Lepant (1556-1571)

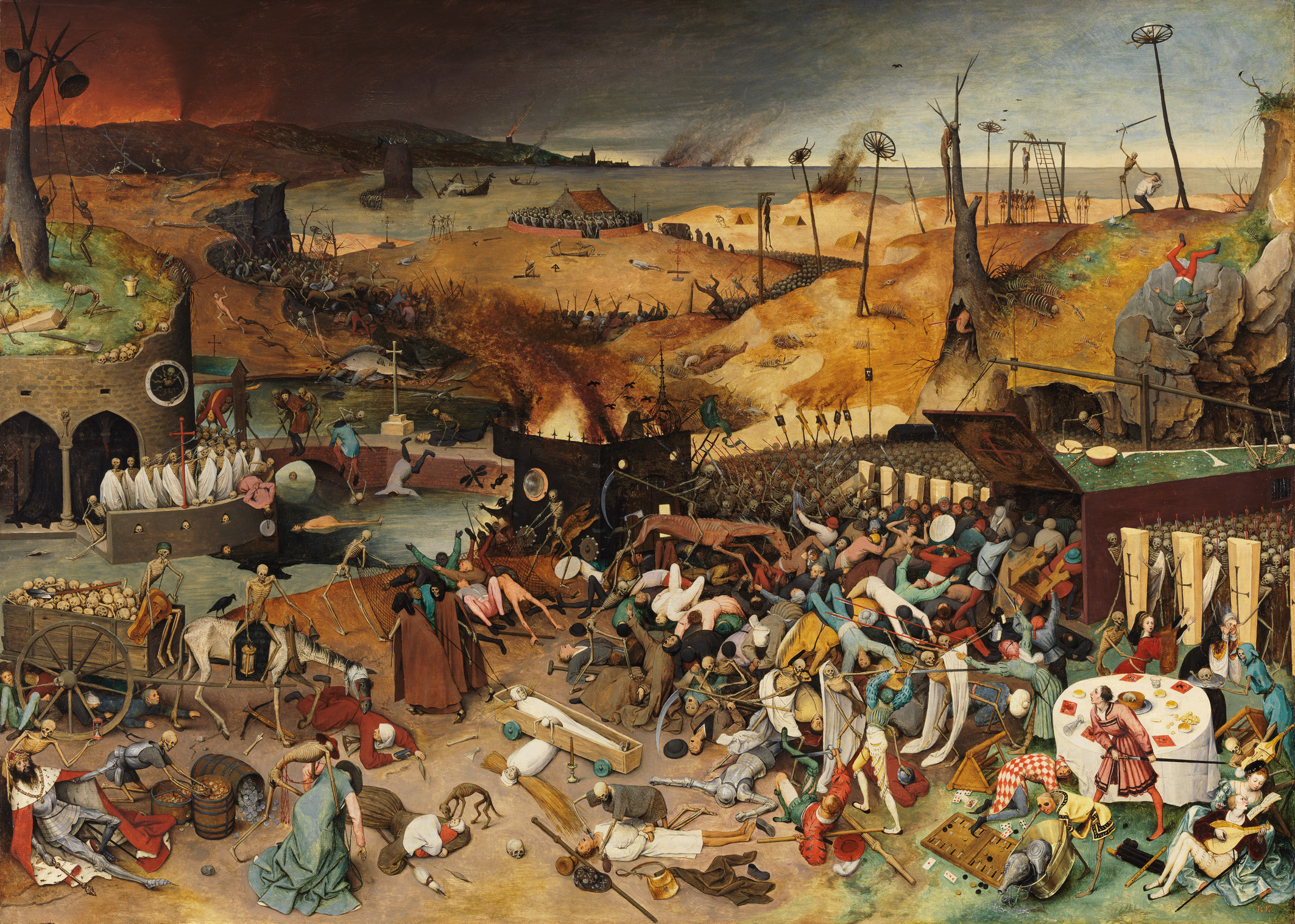
El triomf de la Mort (c. 1562), per Pieter Brueghel el Vell, reflecteix el tractament sever que les Disset Províncies van rebre en el.

Europa encara no estava en pau, ja que l'agressiu Enric II de França va arribar al tron l'any 1547 i, de forma immediata, va renovar el conflicte armat. El successor de Carles, Felip II, va aconseguir esclafar l'exèrcit francès a la batalla de Sant Quintí (1557), a Picardia, i derrotar Enric de nou a la batalla de Gravelines l'any següent. La Pau de Cateau-Cambrésis, signada l'any 1559, va reconèixer definitivament les reivindicacions d'Espanya a Itàlia. A les celebracions posteriors al tractat, Enric va morir per una estella desviada d'una llança. Durant els següents trenta anys, França fou assolada per guerres civils i desordres interns (vegeu Guerres de religió a França) i va ser incapaç de competir eficaçment contra Espanya i els Habsburg en la lluita pel poder europeu. Alliberat de qualsevol oposició francesa, Espanya va presenciar el cim del seu poder i expansió territorial durant el període del 1559 - 1643.
Segons un ampli punt de vista, que de vegades era expressat pels diputats castellans a les Corts, Carles i els seus successors, en comptes de centrar els seus esforços a Castella (el cor del seu Imperi) intentant unificar els territoris espanyols amb una perspectiva centralista, la van considerar només com una altra part del seu imperi. En això, la monarquia autoritària dels Habsburg era diferent de l'orientació absolutista o precoçment nacionalista d'altres potències europees (França, Anglaterra o els Països Baixos), sent debatut per la historiografia la seva condició moderna (l'estat nació) o més aviat com a continuadora d'ideals i d'entitats medievals de vocació universal (imperi i papat). Aconseguir els objectius polítics de la dinastia -que principalment va significar debilitar el poder de França, mantenir l'hegemonia Catòlica Habsburg a Alemanya, i contenir l'Imperi Otomà- va ser més important pels governants Habsburg que la protecció d'Espanya. Aquest èmfasi, que es va explicitar a la frase atribuïda a Felip II: Abans preferiria perdre els meus Estats i cent vides que haver de regnar sobre heretges, contribuiria decisivament al declivi del poder imperial espanyol.
L'Imperi Espanyol havia crescut substancialment des dels dies d'Isabel i Ferran. Els imperis inca i asteca van ser conquerits durant el regnat de Carles, entre els anys 1519 i 1558. S'establiren assentaments espanyols al Nou Món: Florida va ser colonitzada als anys 1560, Buenos Aires fou colonitzada cap a l'any 1536 i Nova Granada (actualment Colòmbia) va ser colonitzada l'any 1530. Manila, a les Filipines, va ser colonitzada l'any 1572. L'Imperi Espanyol a l'estranger va esdevenir l'origen de la riquesa i poder espanyol a Europa, però va contribuir també a la inflació. En comptes d'impulsar l'economia espanyola, la plata americana va fer Espanya dependent dels recursos forans de matèries primeres i béns manufacturats. Les transformacions econòmiques i socials que orientaven a l'Europa nord-occidental en la transició del feudalisme al capitalisme, no tingueren el mateix ritme a Espanya -ni a l'Europa Central i Meridional.

La Batalla de Lepant (1571) va marcar la fi de l'expansió de l'Imperi Otomà al Mediterrani.

Després de la victòria d'Espanya sobre França l'any 1559 i l'inici de les guerres religioses de França, les ambicions de Felip van créixer. L'Imperi Otomà havia amenaçat des de feia temps els límits dels dominis dels Habsburg al Nord-oest d'Àfrica i d'Àustria i, com a resposta, Isabel i Ferran havien enviat expedicions al nord d'Àfrica, conquerint Melilla (1497) i Orà l'any 1509. Carles va preferir combatre els otomans a través d'una estratègia considerablement més marítima, obstaculitzant els desembarcaments otomans als territoris venecians a l'est del Mediterrani. Només en resposta a la fustigació contra les costes mediterrànies espanyoles, Carles va encapçalar personalment els atacs contra els assentaments al nord d'Àfrica, com a la Jornada de Tunis l'any 1535 i la Jornada d'Alger l'any 1541. L'any 1565, els espanyols van derrotar un desembarcament otomà a l'estratègica Illa de Malta, defensada pels Cavallers de Sant Joan. La mort de Solimà I el Magnífic a l'any següent i la seva successió pel menys capacitat Selim II, va envalentir Felip, que va decidir portar la guerra a les terres otomanes. L'any 1571, una expedició naval mixta (amb la República de Gènova, Venècia i els Estats Pontificis) encapçalada pel fill il·legítim de Carles, Joan d'Habsburg i Blomberg va aniquilar la flota otomana a la batalla de Lepant (1571), una de les més cèlebres de la història naval. L'èxit cristià, sense comprometre l'hegemonia naval otomana a la Mediterrània Oriental, sí que va aconseguir alleujar la pressió sobre el Mediterrani Occidental, i va permetre que es mantingués el seu statu quo durant els següents segles.

## El rei agitat (1571-1598)
El temps de goig a Madrid va ser efímer. L'any 1566, disturbis liderats per calvinistes als Països Baixos Espanyols (aproximadament equivalents als actuals Països Baixos i Bèlgica, heretats per Felip, de la mà de Carles i els seus avantpassats borgonyons, van provocar que Fernando Álvarez de Toledo y Pimentel (llavors Duc d'Alba) dirigís una expedició militar per restaurar l'ordre amb una enèrgica repressió. L'any 1568, Guillem I d'Orange-Nassau va encapçalar una sublevació armada contra Alba, al mateix temps que inicià la guerra propagandística antiespanyola coneguda com a "Llegenda Negra". Va ser l'inici de la Guerra dels Vuitanta Anys que, amb el temps, va dividir el territori entre un nord majoritàriament protestant, que va obtenir la independència (les Províncies Unides, encapçalades per Holanda), i un sud catòlic que va romandre sota el control espanyol (l'actual Bèlgica).
Des de la baixa edat mitjana existia una forta connexió econòmica entre Flandes i els interessos llaners de l'aristocràcia i els comerciants castellans, particularment amb el vital port d'Anvers, que s'havien intensificat amb l'explotació colonial d'Amèrica. L'any 1572, un grup de rebels corsaris holandesos coneguts com els watergeuzen ("captaires de mar") van prendre diversos pobles costaners holandesos, tallant la sortida al mar d'Anvers i els territoris del nord, en suport de Guillem.

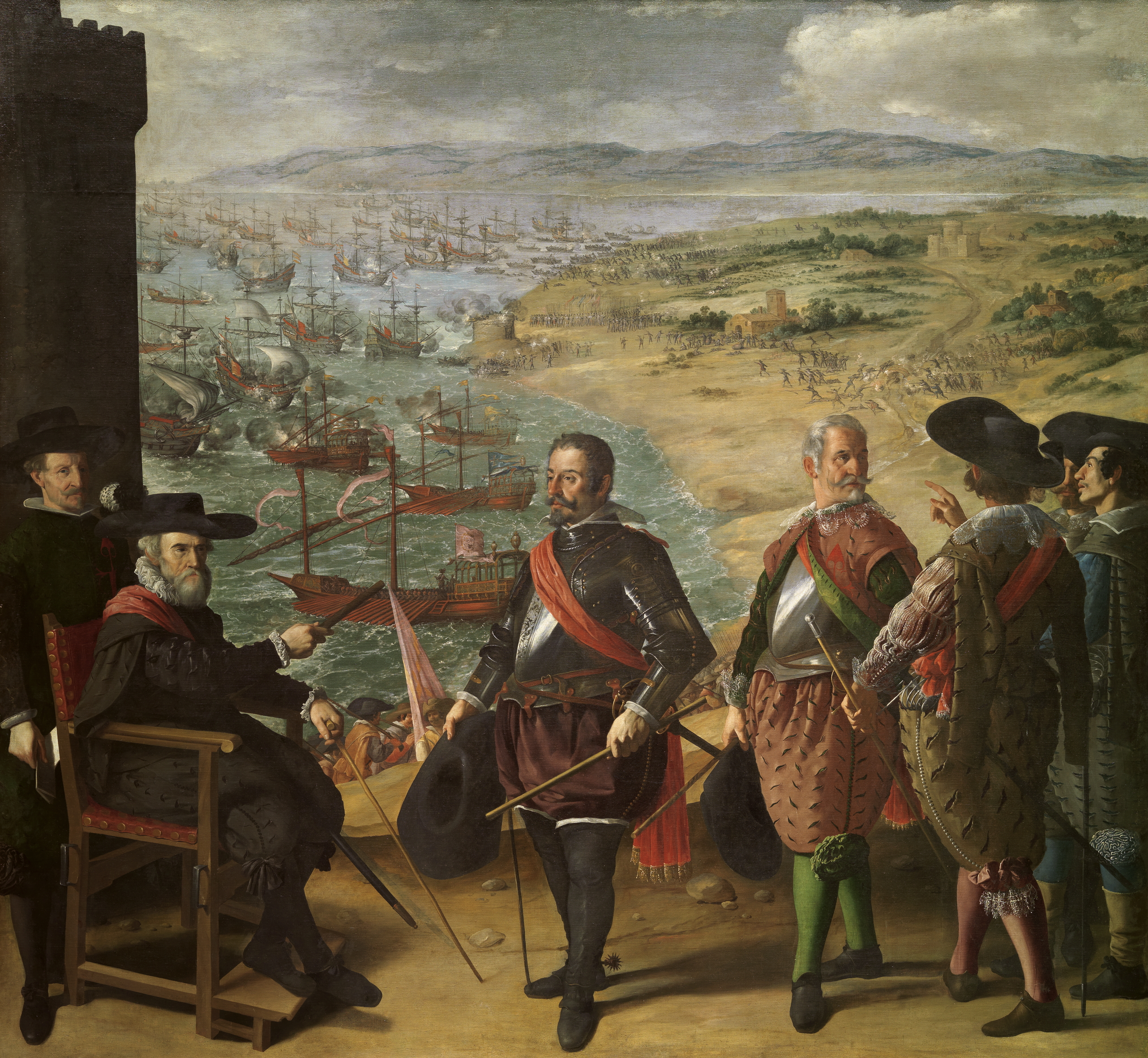
La defensa de Cadis, per Zurbarán.

Per a Espanya, la guerra va ser un veritable desastre. L'any 1574, l'exèrcit espanyol sota el comandament de Lluís de Requesens i Zúñiga va ser repel·lit al setge de Leiden després que els holandesos destruïssin els dics de contenció del Mar del Nord, i s'inundés el territori i fossin impossible les maniobres militars. L'any 1576, a la vista de la impossibilitat de mantenir les despeses del seu exèrcit d'ocupació dels Països Baixos de 80.000 homes i els de la gran flota vencedora de Lepant, Felip va haver d'acceptar la fallida. L'exèrcit dels Països Baixos es va amotinar poc després, saquejant Anvers i el Sud dels Països Baixos, van impulsar diverses ciutats de les pronvíncies del sud, anteriorment pacífiques, a unir-se a la rebel·lió. Els espanyols van escollir el camí de la negociació i van pacificar la majoria de les províncies del Sud, de nou, amb la Unió d'Arràs l'any 1579.
El pacte d'arres va requerir que totes les tropes espanyoles abandonessin aquestes terres. L'any 1580, aquesta circumstància li va oferir al rei Felip l'oportunitat de consolidar la seva posició hegemònica a Europa, quan l'últim membre masculí de la família reial portuguesa, el rei Enric I de Portugal, va morir. Felip va reclamar els seus drets successoris al tron portuguès i al juny va enviar el seu exèrcit a Lisboa, sota el comandament del Duc d'Alba. Els territoris castellans i portuguesos a ultramar van posar a les mans de Felip gairebé la totalitat del Nou Món explorat juntament amb un vast imperi comercial a l'Àfrica i Àsia.

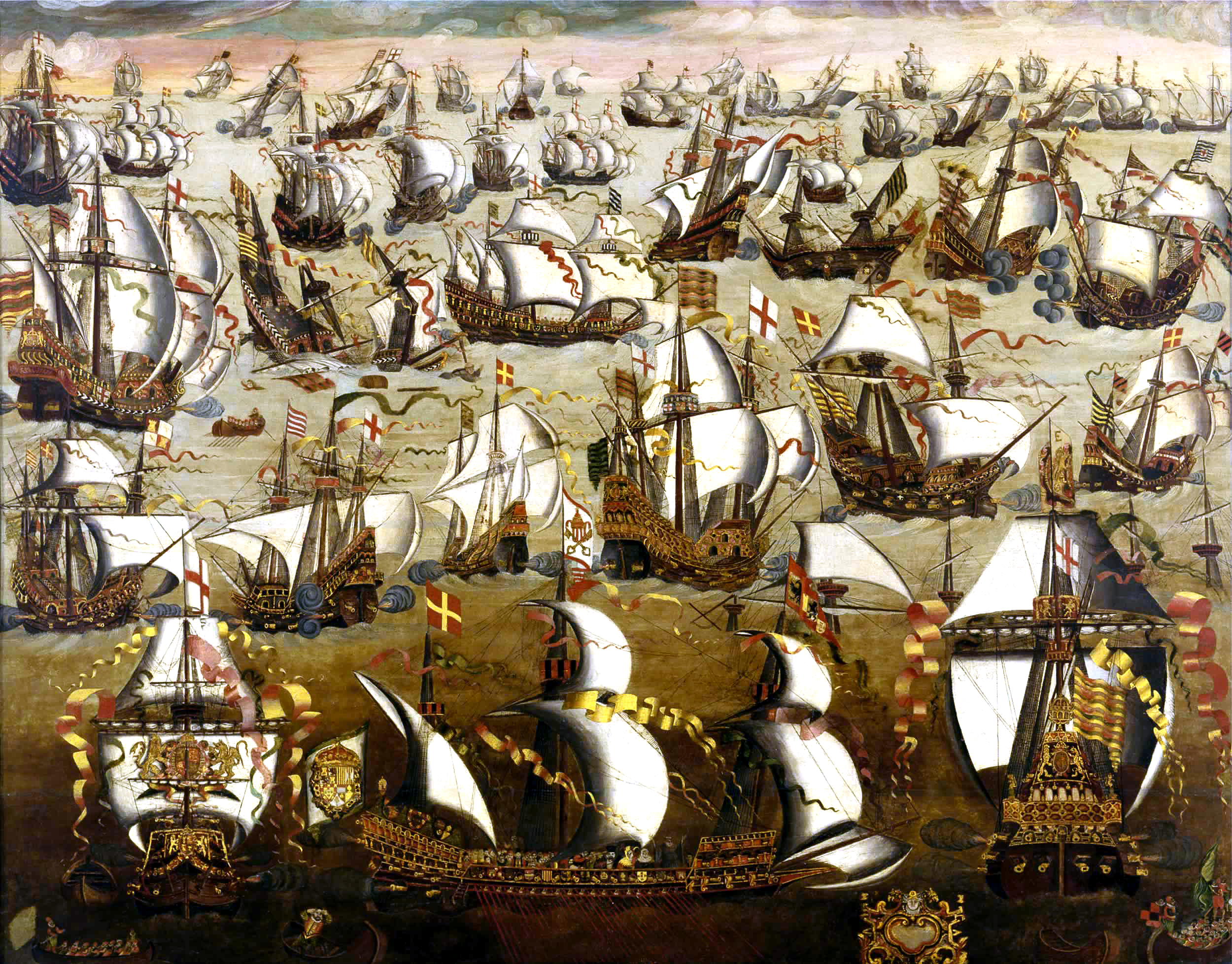
L'Armada Invencible (1588)

Mantenir Portugal sota control va demanar una àmplia força d'ocupació i Espanya es trobava encara recuperant-se de la fallida de 1576. L'any 1584 Guillem d'Orange va ser assassinat per un fanàtic catòlic. La mort del popular cap de la resistència holandesa s'esperava que portaria la fi de la guerra, però no ho va fer. L'any 1586, la reina Elisabet I d'Anglaterra, va donar suport a la causa protestant dels Països Baixos, i Sir Francis Drake fustigava els interessos comercials espanyols al Carib i l'oceà Pacífic, juntament amb un atac particularment agressiu al port de Cadis. L'any 1588, esperant posar fi a la intromissió d'Elisabet, Felip va enviar l'Armada Invencible a atacar Anglaterra. Dels 130 vaixells enviats a la missió, només la meitat van tornar a Espanya sense incidents, i uns 20.000 homes van morir. Alguns van ser víctimes dels vaixells anglesos, però la majoria ho van ser del difícil clima que es van trobar durant el seu viatge de tornada. El desastrós resultat, conseqüència d'una combinació de temps desfavorable i de la sort i eficàcia de la flota anglesa de Lord Howard d'Effingham, va provocar una completa revisió i reparació dels vaixells de l'armada espanyola, les armes i les tàctiques. Els atacs anglesos van rebre resposta i, gràcies a un equivocat contraatac anglès, el poder naval espanyol va rebre ràpidament la posició preeminent que va mantenir durant un altre mig segle. Espanya també va proporcionar ajuda a una duríssima guerra irlandesa que va buidar Anglaterra de recursos i en la qual també van resultar assaltats els pobles costaners anglesos. No obstant això, ara el Casal d'Àustria tenia, una altra vegada, un poderós enemic amb qui competir, i això forçà Espanya a mantenir una armada encara més forta i cara, a més de les grans despeses dels exèrcits dispersos pels seus diversos territoris.
Espanya s'havia implicat en la guerra religiosa de França després de la mort d'Enric II. L'any 1589, Enric III, l'últim monarca de la Dinastia Valois, va morir a les muralles de París. El seu successor, Enric IV de França rei de Navarra, el primer rei de la Dinastia borbònica de França, va ser un home de gran capacitat, que va obtenir victòries contra la Lliga Santa en Arques (1589) i Ivry (1590). Decidits a evitar que Enric es convertís en rei de França, els espanyols van dividir el seu exèrcit en els Països Baixos i van envair França l'any 1590.

## «Déu és espanyol» (1596-1626)
Fent front a les guerres contra Anglaterra, França i els Països Baixos, cadascuna dirigida per caps extraordinàriament capaços, la ja esgotada Espanya es trobava desbordada. Lluitant contínuament contra la pirateria, que dificultava el seu trànsit marítim a l'Atlàntic, encara que no interrompia els seus vitals enviaments d'or des del Nou Món, la Reial Hisenda es va veure forçada a admetre una nova fallida cap a l'any 1596. Els espanyols es van intentar deslliurar de diversos conflictes en els quals estaven involucrats, primer signant la Pau de Vervins amb França l'any 1598, reconeixent Enric IV (convertit al catolicisme des de l'any 1593) com a rei de França i restaurant moltes de les estipulacions de l'anterior Pau de Cateau-Cambrai. Un tractat amb Anglaterra fou pactat l'any 1604, després de l'ascensió al tron del rei de la dinastia Stuart, Jaume I d'Anglaterra i VI d'Escòcia.
La pau amb Anglaterra i França va significar que Espanya podria centrar les seves energies a restaurar el seu govern de les províncies holandeses. Els holandesos, encapçalats per Maurici de Nassau, el fill de Guillem I d'Orange-Nassau i potser el millor estrateg del seu temps, van tenir èxit en prendre diverses ciutats de la frontera des de l'any 1590, inclosa la fortalesa de Breda. Després de la pau amb Anglaterra, el nou comandant espanyol, Ambrosi Spinola, va presionar durament els holandesos. Spinola, un general de capacitat semblant a la de Maurici, no va poder conquerir els Països Baixos, entre altres coses per la repetició d'una nova fallida l'any 1607. En un exercici de realisme adequat al temperament del rei Felip III i el seu vàlid, el duc de Lerma, es va signar, l'any 1609, la Treva dels Dotze Anys entre Espanya i les Províncies Unides, període conegut com la Pax Hispànica.
Espanya no va aconseguir grans avantatges de la treva, les finances van continuar en desordre i l'imperi colonial va continuar patint atacs cada cop més humiliants, en benefici sobretot d'Holanda. Als Països Baixos, el govern de la filla de Felip II, Isabel Clara Eugènia d'Espanya i el seu marit, Albert VII d'Àustria, va restaurar l'estabilitat dels Països Baixos del Sud i va esmorteir els sentiments antiespanyols a l'àrea. El successor de Felip II, Felip III, va ser un home de capacitat limitada, sense gens d'interès per la política, que s'estimava més que altres s'encarreguessin dels detalls. El duc de Lerma va atemptar sobre tot el que tocava els seus interessos particulars, va aconseguir donar la volta als llibres de comptes espanyols i fer-se un dels homes més rics d'Europa amb una fortuna d'uns 44 milions de tàlers. L'èxit personal de Lerma li va portar enemics i al·legacions ben fundades de corrupció, que portaren al cadafal el seu home de confiança, Roderic Calderón. L'any 1618, és substituït pel seu fill, el duc d'Uceda, en el que es pot considerar com una traïció, ja que va arribar al poder suportat pel bàndol noble rival al seu propi pare. No serà fins a l'any 1621, amb l'arribada del nou rei, Felip IV, que els Sandoval serien substituïts, en el lloc de màxima confiança, pels Zúñiga (primer per Baltasar de Zúñiga i, després, per Gaspar Guzmán y Pimentel). Mentre que els vàlids de Felip III s'havien desinteressat pels assumptes d'Àustria, el seu aliat dinàstic, Zúñiga era un veterà ambaixador de Viena i va creure que la clau per a contenir els insurgents francesos i eliminar els holandesos, era una aliança més propera amb els Habsburg.

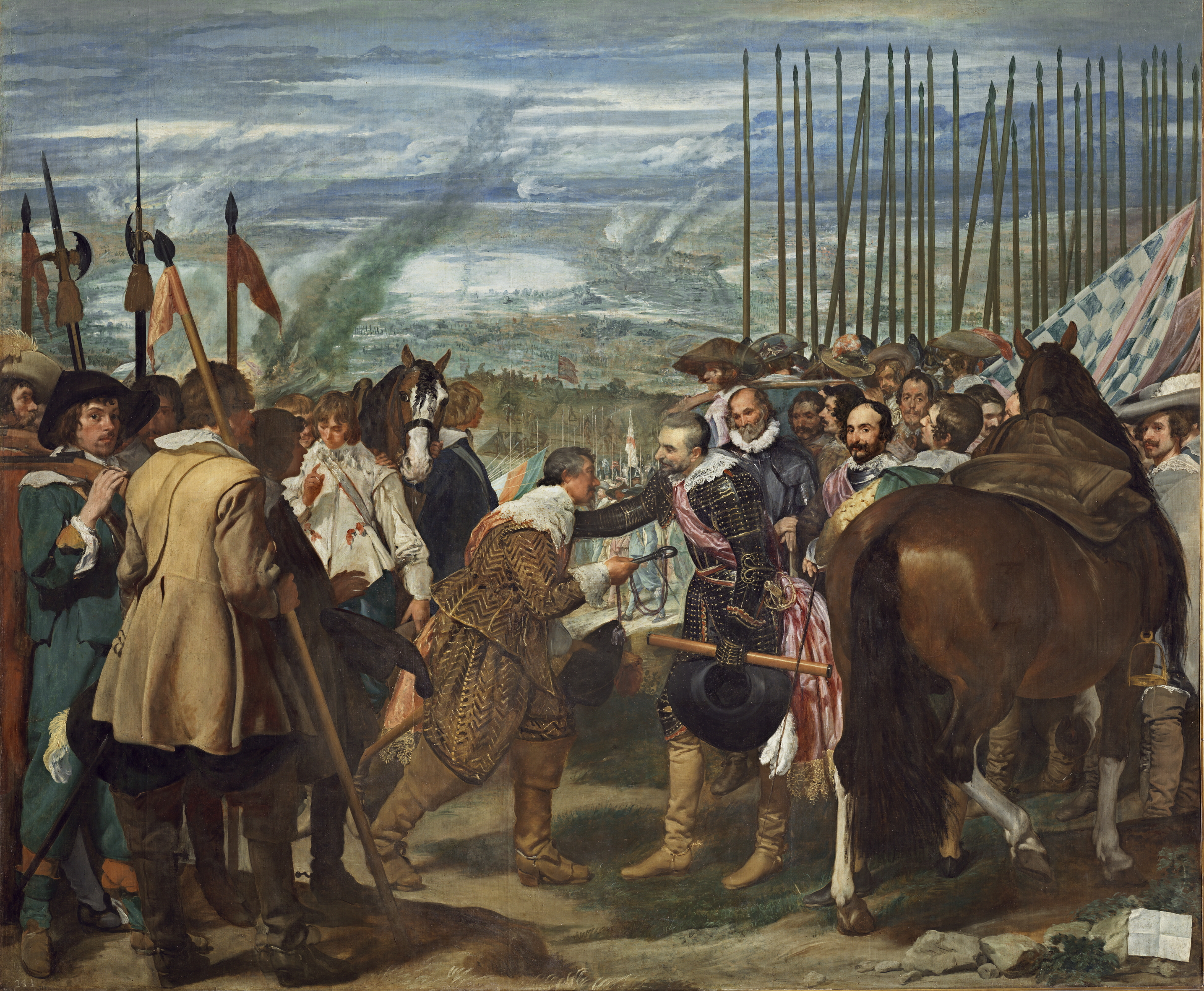
La rendició de Breda (1625) de Ambrosio Spinola, per Velázquez. No es representa el triomfalisme habitual de la victòria.

L'any 1618, després de la defenestració de Praga, Àustria i l'Emperador del Sacre Imperi, Ferran II, s'embarcaren en una campanya contra la Unió Protestant i Bohèmia. El nou rei i els seus vàlids eren considerablement més actius que Felip III, però fins i tot durant els seus últims anys, Zúñiga, que ja gaudia d'una posició elevada a la cort, havia aconseguit el suport dels Habsburg austríacs a la guerra, i Ambrosi Spinola, la creixent estrella de l'exèrcit espanyol, fou enviat com a cap de l'Exèrcit de Flandes per intervenir, envaint Kurpfalz. Així, Espanya va entrar a la Guerra dels Trenta Anys. Després de la mort de Zúñiga l'any 1622, aquest va ser reemplaçat pel seu nebot Gaspar de Guzmán y Pimentel, comte-duc d'Olivares, un home capacitat que creia que el centre de totes les tragèdies d'Espanya es trobava a Holanda. Després de certs contratemps inicials, els bohemis van ser derrotats a la batalla de la Muntanya Blanca l'any 1621, i de nou a Stadtlohn l'any 1623. Mentre va estar en vigor la treva dels dotze anys, Espanya va estar en pau amb els Països Baixos protestants, però la treva, que expirava el 1621, no es va renovar, afegint altre front de conflicte. Spinola va prendre la fortalesa de Breda l'any 1625. La intervenció del rei Cristià IV de Dinamarca a la guerra va augmentar les preocupacions (Cristià era un dels pocs monarques d'Europa que no tenía problemes amb les seves finances) però la victòria del general imperial Albrecht von Wallenstein sobre els danesos a Dessau i de nou a Lutter, ambdues l'any 1626, va eliminar l'amenaça. Va haver-hi l'esperança a Madrid que els Països Baixos podien ser, finalment, reincorporats dins de l'Imperi i, després de la derrota de Dinamarca, els protestants a Alemanya semblaven apagats. França es va veure envoltada de nou en les seves pròpies inestabilitats (el famós Setge de La Rochelle va començar l'any 1627), i la preeminència d'Espanya semblava inqüestionable. El comte-duc d'Olivares estridentment va afirmar "Déu és espanyol i combat amb la nostra nació aquests dies" (Brown and Elliott, 1980, p. 190) i molts dels adversaris d'Espanya haurien estat d'acord a contracor.

## El camí cap a Rocroi (1626-1643)

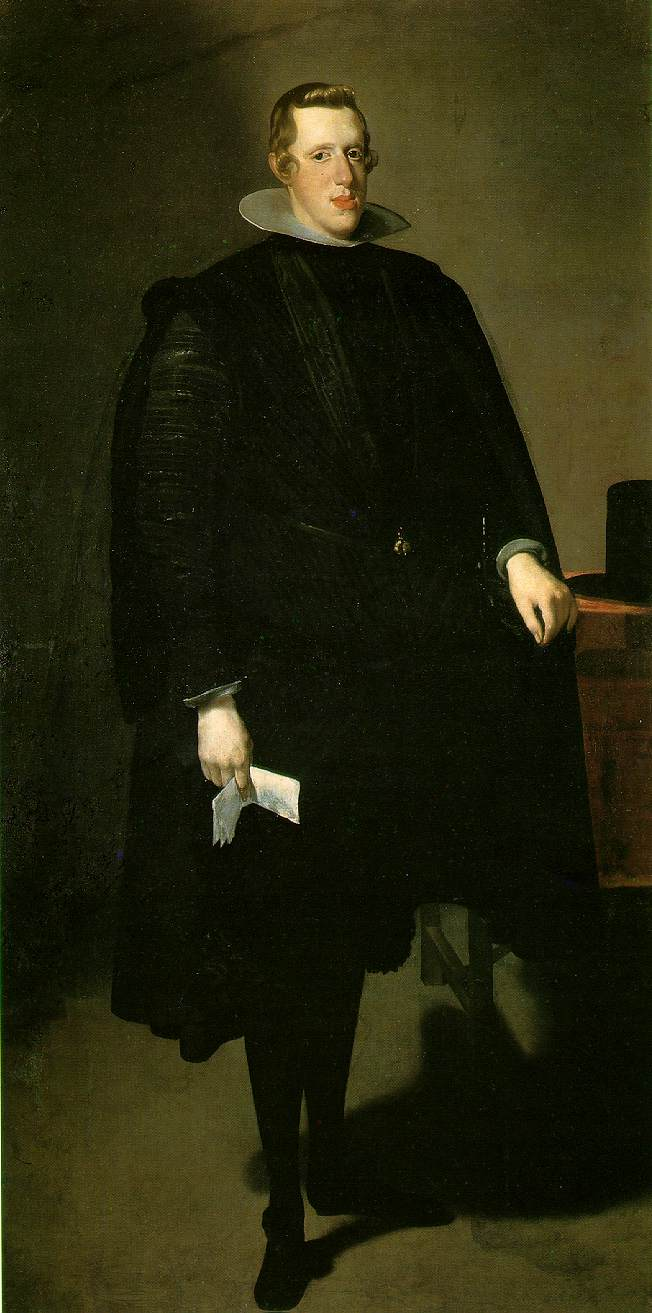
El rei Felip IV d'Espanya (r. 1621 - 1665) per Diego Velázquez.

Olivares va ser un home desgraciadament fora de temps; es va adonar que Espanya necessitava reformar-se, i per a reformar-se necessitava la pau. La destrucció de les Províncies Unides dels Països Baixos va ser afegida al seu llistat de necessitats perquè darrere de cada coalició anti-Habsburg hi havia diners holandesos: els banquers holandesos donaven suport als comerciants de l'Índia Oriental de Sevilla, i a tot arreu del món els emprenedors i colonitzadors holandesos debilitaven les hegemonies espanyola i portuguesa. Spinola i l'exèrcit espanyol es van centrar en els Països Baixos, i la guerra semblava anar en favor d'Espanya.
L'any 1627, l'economia castellana es va desplomar. Els espanyols havien estat devaluant la seva moneda per pagar la guerra i els preus van esclatar a Espanya, de la mateixa manera que ho van fer els anys anteriors a Àustria. Fins a l'any 1631, hi va haver parts de Castella que funcionaven en una economia d'intercanvi com a resultat de la crisi monetària, i el govern era incapaç de recaptar qualsevol impost significatiu dels camperols, depenent en canvi de les seves colònies (Flota d'Índies). Els exèrcits espanyols a Alemanya es varen reordenar per "pagar-se entre ells" a la terra. Olivares, que havia donat suport a certes mesures en els impostos d'Espanya pendents de la conclusió de la guerra, va ser a més culpat per una vergonyosa i infructuosa guerra a Itàlia. Els holandesos, que durant la Treva dels Dotze Anys, havien fet de la seva armada una prioritat, van devastar el comerç marítim espanyol i portuguès, del qual Espanya n'era completament depenent després de la fallida econòmica. Els espanyols, amb els recursos repartits, eren cada cop més incapaços de lidiar amb les ràpidament creixents amenaces navals.
L'any 1630, Gustau II Adolf de Suècia, un dels més capaços comandants del moment, va desembarcar a Alemanya i va alliberar el port de Stralsund que era l'última fortalesa al continent controlada per forces alemanyes contràries a l'Emperador. Llavors, Gustau va marxar cap al Sud, obtenint victòries notables a Breitenfeld i Lützen, atraient més suport de la causa protestant a mesura que avançava. La situació pels Catòlics va millorar amb la mort de Gustau, a Lützen l'any 1632, i una impressionant victòria de les forces imperials sota el comandament sota el Cardenal-Infant Ferran d'Àustria i l'Emperador Ferran III a la batalla de Nördlingen, l'any 1634. Des d'una posició de força, l'Emperador es va apropar als estats alemanys cansats de la guerra amb una proposta de pau, l'any 1635; molts la van acceptar, inclosos els dos més poderosos, Brandenburg i Saxònia.
El Cardenal Armand Jean du Plessis de Richelieu havia estat un fort partidari dels holandesos i els protestants des del començament de la guerra, enviant fons i material en un intent de detenir la força dels Habsburg a Europa. Richelieu va decidir que la recentment signada Pau de Praga (1635) era contrària als interessos francesos i va declarar la guerra a l'Emperador del Sacre Imperi Romanogermànic i a Espanya, pocs mesos després d'haver signat la pau. Les més experimentades forces espanyoles es van marcar èxits inicials; Olivares va ordenar una campanya llampec al Nord de França des dels Països Baixos espanyols, esperant destrossar la fermesa dels ministres del rei Lluís XIII i enderrocar Richelieu abans que la guerra esgotés les finances espanyoles i que els recursos militars de França poguessin ser completament desplegats. Al "année de Corbie", 1636, les forces espanyoles van avançar cap al sud fins a Amiens i Corbie, fins a amenaçar París i van acabar la guerra a la seva rodalia.

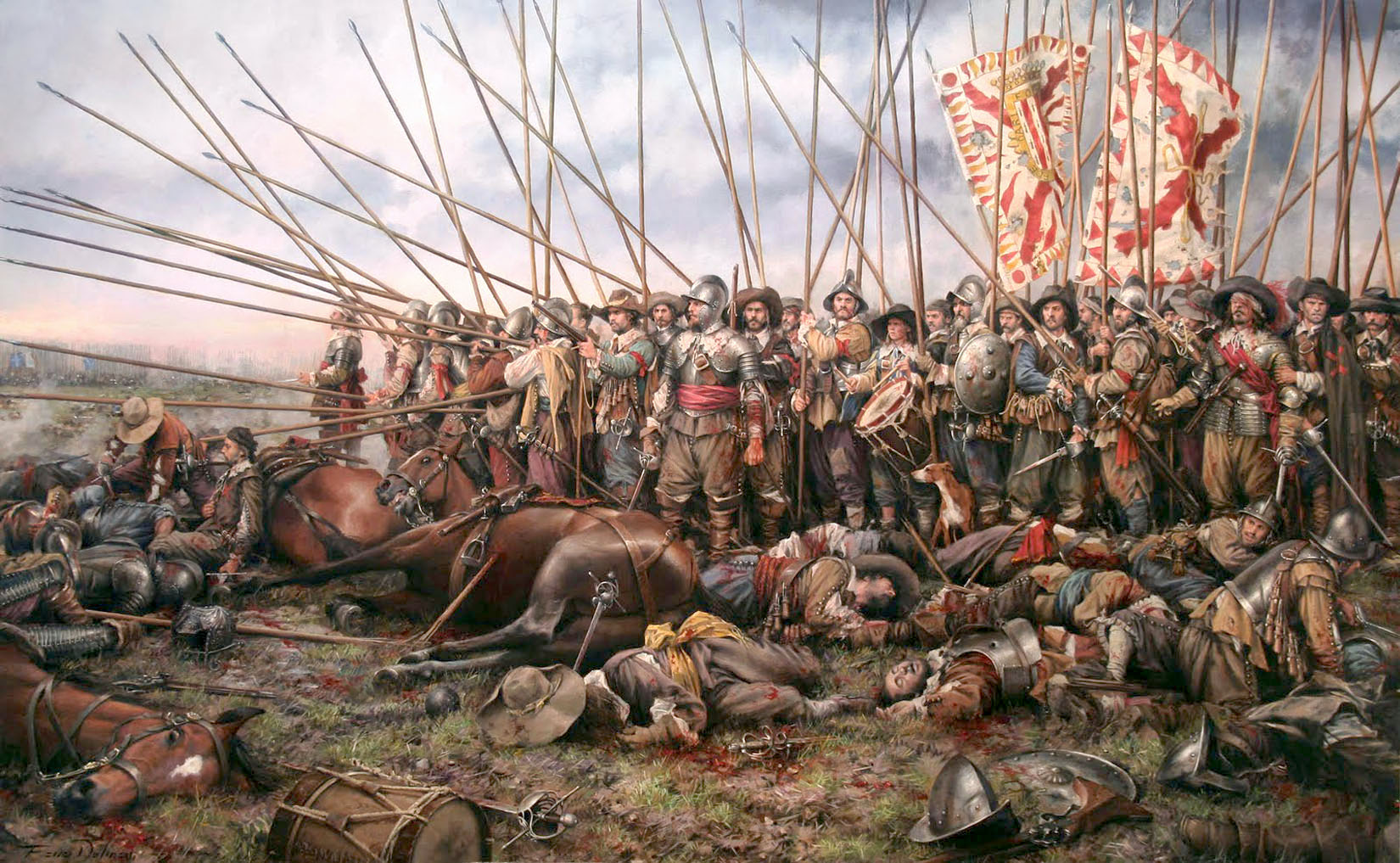
Rocroi, l'últim terç, per August Ferrer-Dalmau (2011). La batalla de Rocroi (1643) es el principi de la simbòlica fi d'Espanya com la gran potència dominant.

Després de l'any 1636, no obstant això, Olivares, temorós de poder provocar una altra desastrosa fallida, va parar l'avenç. L'exèrcit espanyol mai hi tornaria a entrar. Així, els francesos van guanyar temps per mobilitzar-se correctament. A la Batalla de les Dunes, l'any 1639, una flota espanyola fou destruïda per l'armada holandesa, i els espanyols es van trobar incapaços de reforçar i proveir adequadament les seves forces als Països Baixos. L'Exèrcit de Flandes espanyol, que va representar el millor dels soldats i caps espanyols, va fer front a una invasió francesa encapçalada per Lluís II de Borbó, príncep de Condé, als Països Baixos Espanyols a Rocroi durant l'any 1643. Els espanyols, liderats per Francesc de Melo, van ser devastats, amb la majoria de la infanteria espanyola massacrada o capturada per la cavalleria francesa. La bona reputació de l'Exèrcit de Flandes va ser trencada a Rocroi i, amb ella, l'esplendor d'Espanya.

## La fi del Casal d'Àustria (1643-1700)

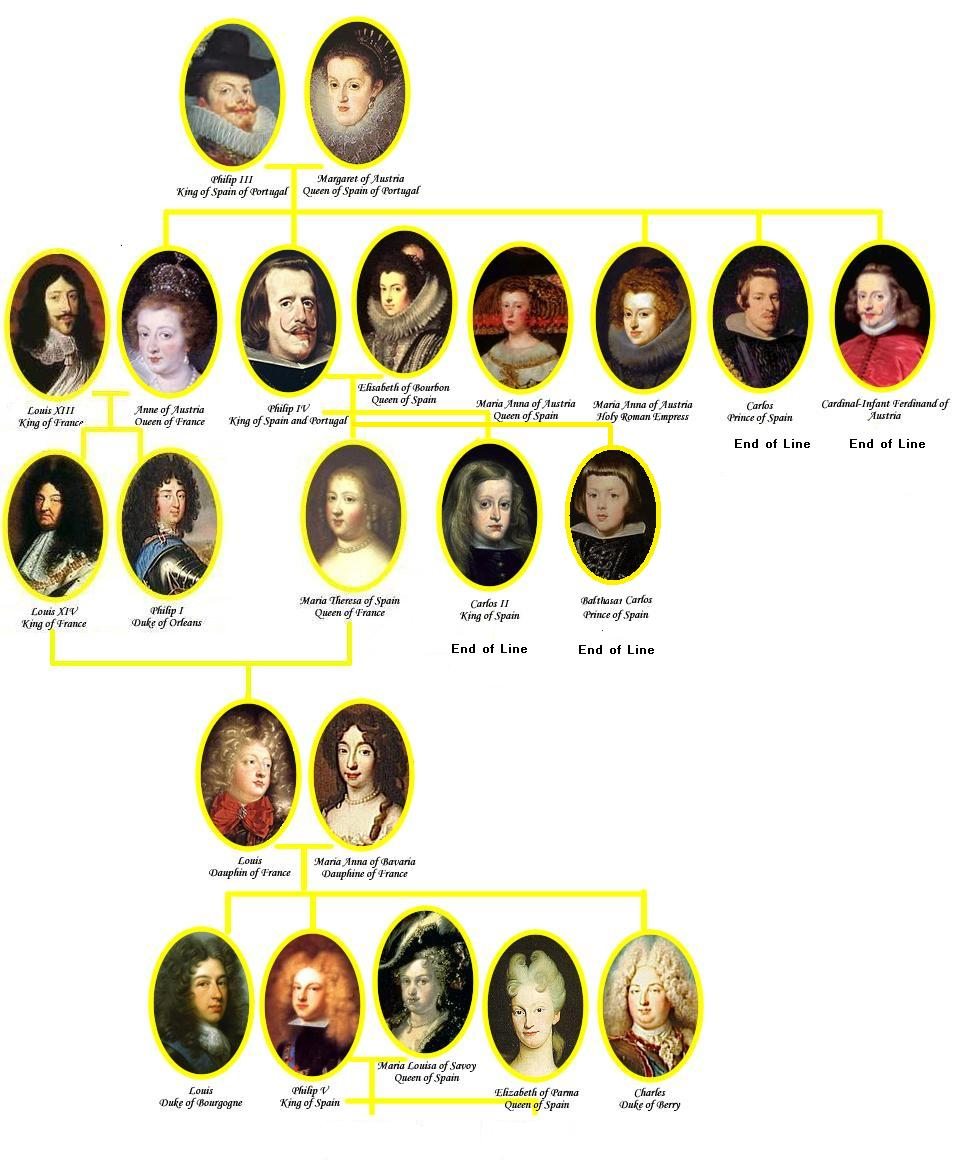
Arbre genealògic del Casal d'Àustria i la seva relació amb la dinastia de Borbó.

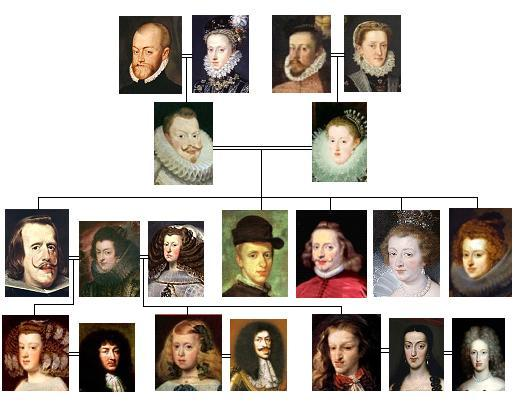
La família deCarles II "l'Embruixat".

Amb el suport dels francesos, els catalans, napolitans i portuguesos s'aixecaren en revolta contra el monarca espanyol durant els anys 1640. Amb els Països Baixos Espanyols efectivament perduts després de la batalla de Lens, l'any 1648, els espanyols van fer les paus amb els holandesos i van reconèixer la independència de les Províncies Unides a la Pau de Westfàlia, que va finalitzar tant amb la Guerra dels Vuitanta Anys com amb la Guerra dels Trenta Anys.

La guerra contra França va continuar durant onze anys més. Encara que França va patir una guerra civil entre els anys 1648 i 1652 (vegeu Guerres de la Fronda), l'economia espanyola es trobava tan esgotada que van ser incapaços de treure'n profit de la inestabilitat francesa. Nàpols va ser reconquerit l'any 1648 i Catalunya l'any 1652, però la guerra va arribar a la seva fi a la Batalla de les Dunes, on l'exèrcit francès sota el comandament del vescomte Turenne va derrotar les restes de l'exèrcit espanyol als Països Baixos. Espanya va acceptar el Tractat dels Pirineus l'any 1659, en el qual va cedir a França el Comtat del Rosselló, Conflent, Vallespir i part del Comtat de Cerdanya, Foix, Artois, part de Lorena i altres terres europees.
Felip IV, que havia vist durant el transcurs de la seva vida la devastació del seu imperi, va caure lentament en una depressió després de veure's obligat a acomiadar el seu cortesà preferit, Olivares, l'any 1643. Es va entristir encara més amb la mort del seu fill Baltasar Carles, l'any 1646, a la jove edat de disset anys. Felip va ser cada vegada més místic a prop del final de la seva vida, i en última instància va intentar solucionar alguns dels danys que havia fet al seu país. Va morir l'any 1665 abans que pogués canviar res, amb l'esperança que el seu fill podria ser d'alguna manera més afortunat.Carles, el seu únic fill supervivent, era greument deforme i deficient mental, i va romandre sota la influència de la seva mare durant tota la seva vida. Lluitant contra les seves deformitats, les expectatives i les burles de la seva família i la cort, Carles va tenir una existència desgraciada, que li va suposar portar el mot de "l'Embruixat".

Carles i la seva regència van ser incompetents en ocupar-se de la Guerra de Devolució que Lluís XIV de França va portar a terme contra els Països Baixos Espanyols entre els anys 1667 - 1668, perdent prestigi i territori, incloses les ciutats de Lilla i Charleroi. A la Guerra dels Nou Anys, Lluís va tornar a envair els Països Baixos Espanyols. Les forces franceses encapçalades pel Duc de Luxemburg van derrotar els espanyols a Fleurus (1690) i, posteriorment, van vèncer les forces holandeses sota el comandament de Guillem III d'Anglaterra i II d'Escòcia, que lluitava en el bàndol d'Espanya. La guerra va finalitzar amb la majoria dels Països Baixos Espanyols sota l'ocupació francesa, incloses les ciutats de Gant i Luxemburg. La guerra va mostrar al món com de vulnerables i deficients eren les defenses i la burocracia espanyoles, encara que l'ineficaç govern espanyol no va prendre cap acció per millorar-les.

## La societat espanyola i la Inquisició (1516-1700)

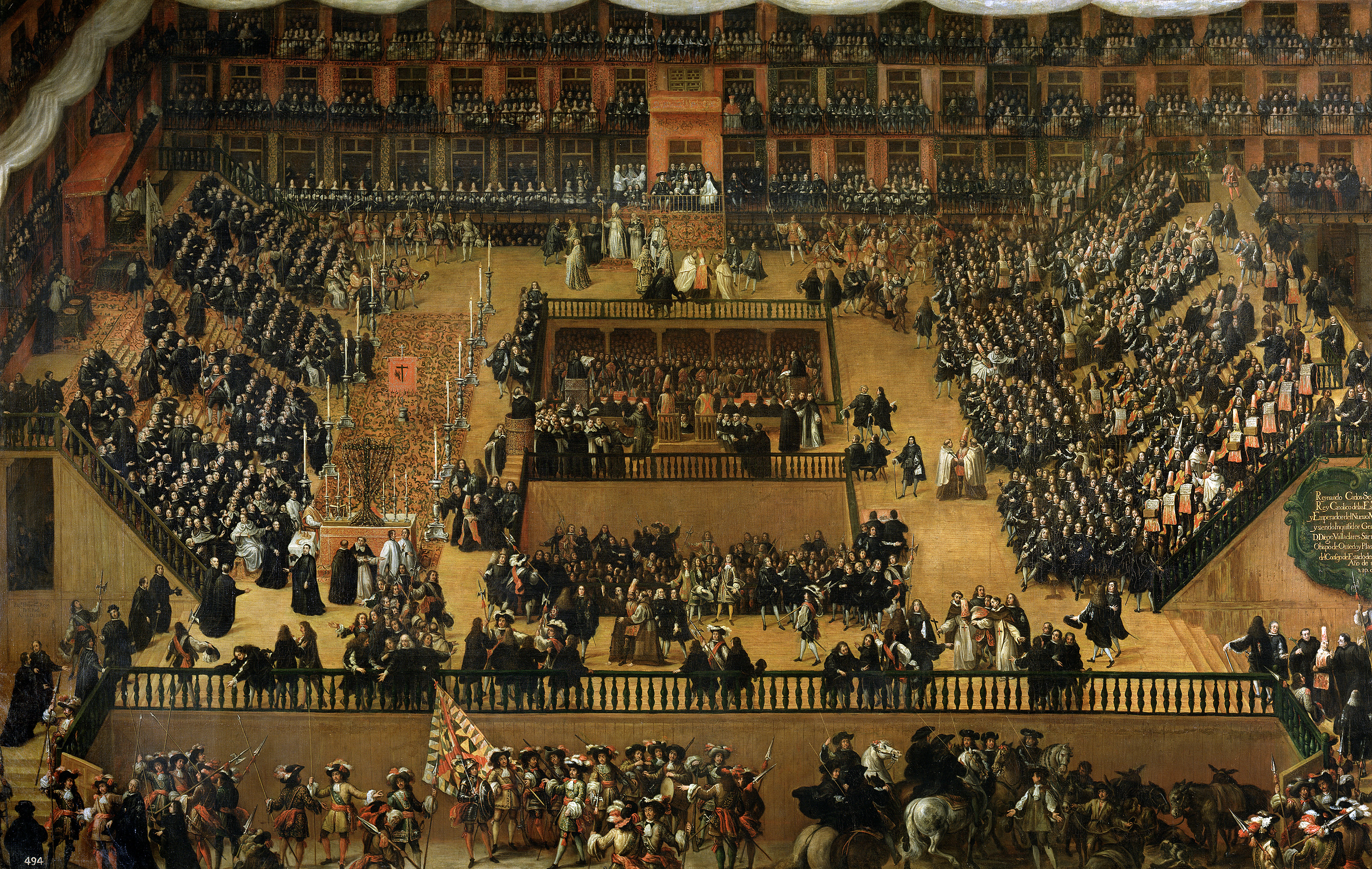
Acte de fe celebrat a la Plaça Major, a l'any 1680, en presència deCarles II. Oli de Francesc Rizi conservat al Museu del Prado

La Inquisició espanyola fou formalment fundada durant el regnat dels Reis Catòlics, continuada pels seus successors Habsburgs, i no va finalitzar fins al segle xix. Sota el regnat de Carles I, la Inquisició va esdevenir un ministeri formal del govern espanyol que va adquirir un control propi a mesura que avançava el segle xvi. Carles també va aprovar els Estatuts de Neteja de Sang, una llei impedia l'accés a moltes institucions i càrrecs públics a aquells que no fossin cristians vells purs, sense sang jueva. Encara que la tortura era comuna a Europa, tal com es practicava a la Inquisició va fomentar la corrupció i la delació, i va esdevenir un factor co-adjuvant de la decadència espanyola. Es va convertir en un mètode per enemics, amics envejosos i, fins i tot, baralles per a usurpar influència i propietats. Una acusació, fins i tot si era infundada, portava a un llarg i angoixós procés que podia durar anys abans d'arribar a un veredicte, i entre tant la reputació i estima de l'acusat eren destruïdes. El tristament conegut com a acte de fe era un espectacle social, en el qual s'humiliava públicament els penitents (l'espectacle dantesc de crema dels "relaxats" a la foguera es realitzava en "brasers", llocs apartats).
Si Carles va continuar la pràctica de la Inquisició, Felip II la va expandir, i va fer de l'ortodòxia religiosa un objectiu de la política pública. L'any 1559, tres anys després que Felip arribés al poder, es va prohibir als estudiants d'Espanya viatjar a l'estranger, els líders de la Inquisició van ser posats a càrrec de la censura, i es va impedir la importació de llibres. Felip va intentar amb vigor eliminar el protestantisme a Espanya, participant en innombrables campanyes per eliminar la literatura luterana i calvinista del país, esperant evitar una guerra com les Guerres de religió de França.
L'Església a Espanya havia estat purgada de molts dels seus excessos administratius durant el segle xv pel cardenal Gonzalo Jiménez de Cisneros, i la Inquisició va servir per expurgar molts dels reformadors més radicals que intentaven canviar la ideologia de l'església tal com els reformadors protestants volien. En canvi, Espanya, acabada de sortir de la reconquesta, va esdevenir la impulsora de la contrareforma. A Espanya es van desenvolupar dos fils únics de pensament contrareformista a les persones de Santa Teresa de Jesús i el basc Ignasi de Loiola. Teresa defensava el monasticisme estricte i un restabliment de les tradicions més antigues de penitència. Va experimentar un èxtasi místic que va resultar profundament influent en la cultura i l'art espanyol. Ignasi de Loiola, fundador de la Companyia de Jesús, va tenir una influència mundial en el seu èmfasi en l'excel·lència espiritual i mental, i va contribuir a un ressorgiment del coneixement a Europa. L'any 1625, en un moment cim de prestigi i poder espanyol, Olivares va establir el Col·legi Imperial jesuïta de Madrid per a preparar els nobles espanyols en les humanitats i les arts militars.

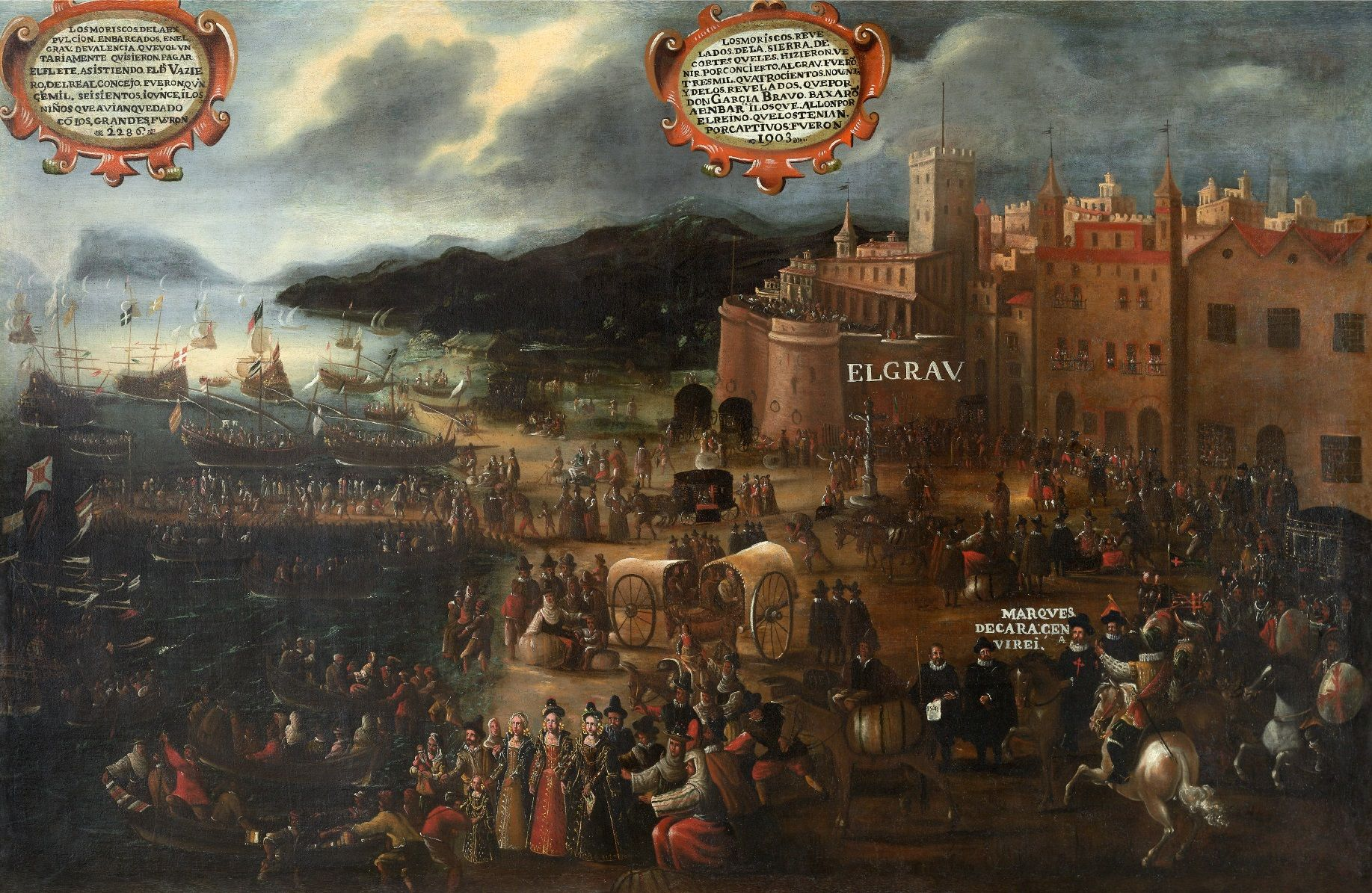
L'expulsió dels Moriscos de València, per Pere Oromig.

Els moriscos del sud d'Espanya havien estat convertits per força al catolicisme l'any 1502, però sota el govern de Carles I van poder obtenir un grau de tolerància dels seus governants cristians. Se'ls va permetre practicar els seus costums anteriors, portar la seva antiga indumentària i parlar el seu idioma; i les lleis religioses van ser laxament imposades. No obstant això, l'any 1568, sota el regnat de Felip II, els moriscos es van rebel·lar (vegeu Rebel·lió de les Alpujarras) després que s'imposessin de nou les antigues lleis. La revolta només va poder ser sufocada per les tropes italianes sota el comandament de Joan d'Habsburg i Bomberg, i, fins i tot llavors, els moriscos es van retirar a les zones muntanyenques sense ser derrotats fins a l'any 1570. La revolta va anar seguida per un programa de re-assentament, on 12.000 camperols cristians van reemplaçar els moriscos. L'any 1609, aconsellat pel Duc de Lerma, Felip III va expulsar els 300.000 moriscos d'Espanya.
La Il·lustració va criticar principalment els espanyols per la seva excessiva religiositat i la seva "mandra". Entre els membres de l'aristocràcia, que gaudien de més seguretat a les seves posicions de poder (a diferència dels seus col·legues a França i Anglaterra, que cada cop eren més competitius) es podia aplicar l'argument de la "mandra espanyola". L'expulsió dels treballadors moriscos i jueus certament va fer poc per ajudar a l'economia i societat espanyola, que en depenia del seu treball i habilitat molt més del que els cristians creien.

## La burocràcia espanyola (1516-1700)
Els espanyols van rebre un gran influx d'or com a botí des de les colònies del Nou Món quan aquestes van ser conquerides, i molt del qual va ser emprat per Carles per portar a terme les seves guerres a Europa. No va ser fins a l'any 1540 que grans dipòsits de plata van ser trobats a Potosí i Guanajuato i una estable font d'ingressos fou obtinguda. Els espanyols van deixar la mineria a la iniciativa privada, però van establir un impost conegut com el "cinquè real" a través del qual una cinquena part del metall era recaptat pel govern. Els espanyols van tenir prou èxit fent complir l'impost a la totalitat del seu vast imperi al Nou Món; tots els llingots van haver de passar a través de la Casa de la Contractació d'Índies de Sevilla, sota la direcció del Consell d'Índies. El subministrament de mercuri d'Almadén, vital per extreure plata de la Mena, va ser controlat per l'estat i va contribuir al rigor de la política d'impostos espanyola.
Encara que les conquestes inicials a les Amèriques van proporcionar marcats repunts a les importacions d'or des de les colònies, no fou fins a l'any 1550 quan es van convertir en una font habitual i vital d'ingressos per a Espanya. La inflació -tant a Espanya com a la resta d'Europa- fou principalment provocada pel deute; Carles havia portat a terme la majoria de les seves guerres a crèdit, i l'any 1557, un any després de la seva abdicació, Espanya es va veure forçada a admetre la seva primera fallida.

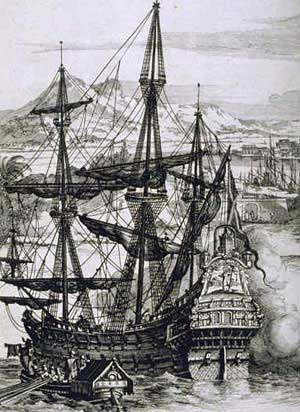
Una galera espanyola, el símbol de l'imperi marítim d'Espanya.

Fent front a la creixent amenaça de la pirateria, l'any 1564 els espanyols van adoptar un sistema escorta molt avançat al seu temps, amb la sortida de la Flota d'Índies de les Amèriques a l'abril i agost. La política va resultar eficient, i va tenir prou èxit. Només dos combois van ser capturats pels holandesos; un l'any 1628 que fou capturat pels holandesos, i altre l'any 1656, capturat pels anglesos, però llavors els combois eren una ombra del que havien estat en el seu moment cim, a finals del segle anterior. No obstant això, fins i tot sense ser completament capturats, van ser atacats de forma freqüent, fet que inevitablement tenia un preu. No tot el comerç marítim del dispers imperi podia protegir-se per grans combois, i això permetia als corsaris holandesos, anglesos i francesos i als pirates tenir l'oportunitat de devastar el comerç entre les costes americana i espanyola i assetjar els assentaments aïllats. Això va ser particularment ferotge a partir de l'any 1650, amb ambdós bàndols caient a extraordinaris nivells de barbàrie. Espanya també es va haver de fer càrrec de la pirateria barbaresca a la Mediterrània i d'Orient i la pirateria holandesa a les aigües al voltant de les Filipines.
L'expansió de l'Imperi Espanyol en el Nou Món va ser portada a terme des de Sevilla, sense la propera direcció dels dirigents de Madrid. Carles I i Felip II van estar principalment ocupats amb els seus deures a Europa, i així el control de les Amèriques va ser realitzat per part de virreis i administradors colonials que funcionaven amb una efectiva autonomia. Els reis Habsburg van considerar les seves colònies com a societats feudals en comptes de parts integrants d'Espanya. Els Habsburg, família que havia governat tradicionalment sobre diversos territoris no propers i havia estat forçada a delegar autonomia als administradors locals, van duplicar aquestes polítiques feudals a Espanya, particularment al País Basc i Aragó.
Això va significar que els impostos, la millora de les infraestructures i les polítiques de comerç van ser definides independentment per cada regió, portant a moltes barreres de duanes interiors i peatges, i polítiques contradictòries fins i tot dins dels dominis dels Habsburg. Carles I i Felip II van ser capaços de dominar les diferents corts a través de la seva gran energia política, però Felip III i IV van permetre que decaigués, i Carles II va ser completament incapaç de controlar-les. El mateix desenvolupament d'Espanya va ser obstaculitzat pel fet que Carles I i Felip II van passar la majoria del seu temps a l'estranger; durant la major part del segle xvi, Espanya va ser administrada des de Brussel·les i Anvers, i va ser només durant la Guerra dels Vuitanta Anys que Felip II va tornar a Espanya, on va passar la major part del seu temps retirat al palau monàstic d'El Escorial. El desigual imperi, que es mantenia unit per un decidit rei que conservava la inflada burocràcia junta, es va desenredar quan un feble governant va arribar al tron.
Va haver-hi intents per a reformar l'antiquada burocràcia espanyola. Carles, en convertir-se en rei, va xocar amb els seus nobles durant la Revolta de les Comunitats de Castella, quan va intentar ocupar posicions de govern amb efectius locals holandesos i flamencs. Felip II es va trobar amb una important resistència quan va intentar imposar la seva autoritat sobre els Països Baixos, contribuint a la rebel·lió d'aquest país. Olivares, primer ministre de Felip IV, sempre va considerar essencial per a la supervivència d'Espanya que la burocràcia estigués centralitzada; fins i tot, Olivares va donar suport a la unió completa de Portugal amb Espanya, encara que mai va tenir l'oportunitat de fer realitat les seves idees. Sense la mà ferma i la diligència de Carles I i Felip II, la burocràcia es va fer cada cop més inflada i corrupta fins que, a conseqüència de la destitució d'Olivares l'any 1643, es va tornar obsoleta.

## L'economia espanyola (1516-1700)

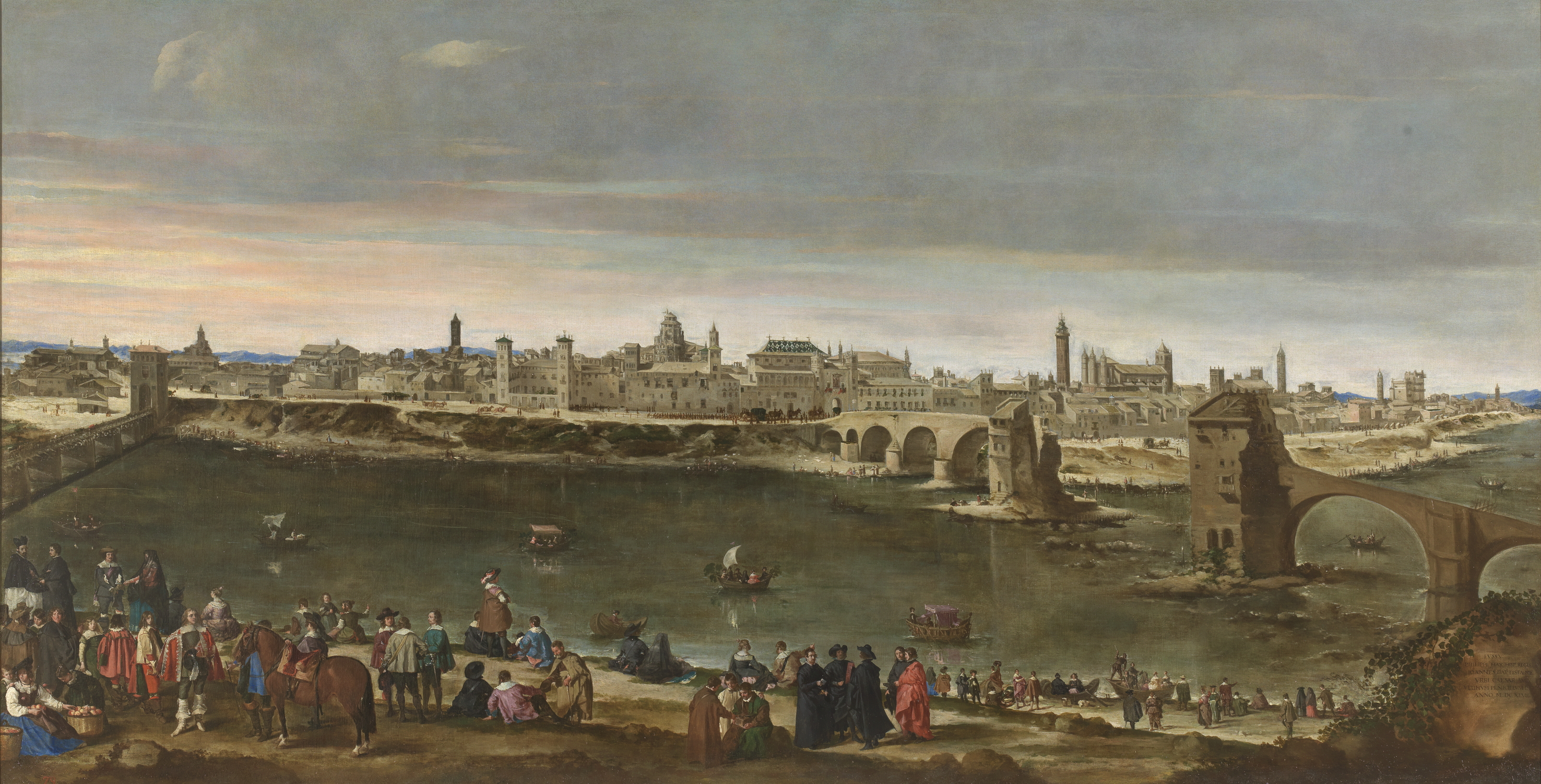
La ciutat de Saragossa, per Juan Bautista Martínez del Mall, llenç freqüentment atribuït a Velázquez.

Com la gran part d'Europa, Espanya havia patit fam i la pesta durant els segles xiv i xv. Cap a l'any 1500, Europa estava començant a sortir d'aquests desastres demogràfics, i les poblacions van començar a créixer; per exemple, Sevilla, que era la llar de 60.000 persones, durant l'any 1500 va créixer ràpidament a 150.000 habitants cap a finals del segle. Va haver-hi un moviment substancial cap a les ciutats d'Espanya per treure profit de les noves oportunitats com a constructors de vaixells i comerciants, per servir a l'impressionant i creixent Imperi espanyol.
La inflació a Espanya, com a resultat del deute de l'estat i la importació de plata i or des del Nou Món, va provocar privacions per als camperols. El cost mitjà dels béns es va quintuplicar en el segle xvi a Espanya, encapçalat per la llana i els cereals. Encara que raonable quan es compara amb el segle xx, els preus del segle xv van variar molt poc, i l'economia europea fou sacsejada per l'anomenada revolució dels preus. Espanya, juntament amb Anglaterra, era l'únic productor europeu de llana, inicialment beneficiat pel ràpid creixement. No obstant això, com Anglaterra, a Espanya va començar un moviment de desamortització que va ofegar el creixement d'aliments i va despoblar pobles sencers, els residents dels quals van ser forçats a traslladar-se a les ciutats. Però a diferència d'Anglaterra, l'alta inflació, la càrrega de les guerres dels Habsburg i els exagerats impostos duaners que dividien el país i restringien el comerç a les Amèriques, van ofegar el creixement de la indústria que podria haver proporcionat una font alternativa d'ingressos dels pobles.

La ramaderia d'ovelles va ser practicada de forma extensa a Castella, i va créixer ràpidament amb l'augment de preus de la llana amb el suport del rei. Les ovelles merines eren traslladades anualment cada hivern des de les muntanyes del nord fins al més càlid sud, ignorant les canyades reials que tenien intenció d'evitar que l'ovella trepitgés les terres de conreu. Les queixes presentades contra el gremi de pastors, la Mesta, van ser ignorades per Felip II, que obtenia un bon negoci dels ingressos de la llana. Finalment, Castella es va tornar estèril, i Espanya va ser completament depenent d'aliments importats que, donat el cost del transport i el risc de la pirateria, eren molt més cars a Espanya que a qualsevol altre lloc. Com a resultat, la població d'Espanya va créixer molt més lentament que la de França; en temps de Lluís XIV, França tenia una població més gran que la d'Espanya i Anglaterra combinades.

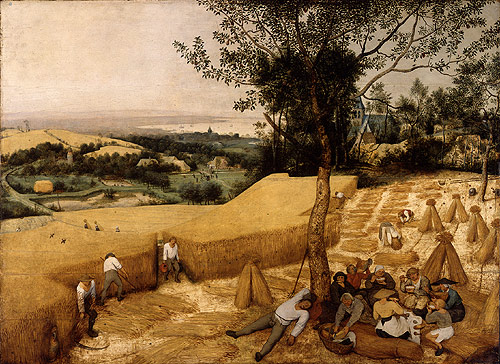
Els segadors, de Pieter Brueghel el Vell.

El crèdit va sorgir com una estesa eina de negoci espanyol en el segle xvi. La ciutat d'Anvers, als Països Baixos Espanyols, es trobava al cor del comerç europeu i els seus banquers van finançar la gran part dels crèdits de les guerres de Carles V i Felip II. L'ús de "notes de canvi" es va tornar comú a mesura que els bancs d'Anvers van ser cada cop més poderosos i va portar a una àmplia especulació que va ajudar a exagerar els canvis de preus. Encara que aquestes tendències van posar els fonaments pel desenvolupament del capitalisme a Espanya i Europa, en conjunt, la falta total de regulació i la corrupció dominant va significar que els petits terratinents ho perdessin tot amb un únic cop de mala sort. Els terrenys a Espanya es van tornar progressivament més grans i l'economia es va tornar cada cop menys competitiva, particularment durant els regnats de Felip III i IV, quan diverses crisis especulatives van sacsejar Espanya.
L'Església Catòlica havia estat sempre important per l'economia espanyola i, particularment, durant els regnats de Felip III i IV, que van tenir atacs d'intensa pietat personal i filantropia religiosa, grans àrees del país van ser regalades a l'Església. Els últims Habsburg no van fer res per a fomentar la re-distribució de les terres i, a finals del regnat de Carles II, la majoria de Castella es trobava en mans d'uns pocs selectes terratinents, el major dels quals era, de lluny, l'Església.

## Art i cultura espanyola (1516-1700)

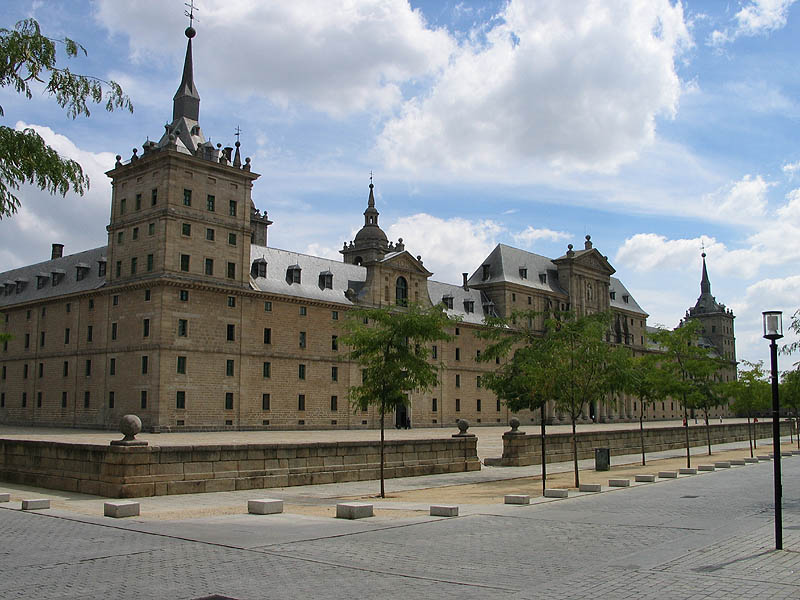
Reial Monestir de Sant Llorenç del Escorial

El Segle d'Or espanyol fou un creixent període per a les arts i la literatura a Espanya, que va abraçar aproximadament des de l'any 1492 fins a l'any 1650. En aquesta època varen sorgir figures de la talla de El Greco i Velázquez pel que fa a la pintura o Garcilaso de la Vega, Miguel de Cervantes, Luis de Góngora, Francisco de Quevedo, Lope de Vega i Calderón de la Barca quant a les lletres. A Amèrica destaca la poeta Juana Inés de la Cruz, l'última representant de la literatura àuria en espanyol.
El monument arquitectònic més important de l'època és el Monestir d'El Escorial, fet erigir durant el regnat de Felip II com a símbol de la monarquia universal catòlica que, amb el seu estil renaixentista però auster a causa del disseny de Juan de Herrera, volia representar la cimera de l'Imperi Espanyol en el seu període de màxima lluentor.
Els pintors més destacats del Segle d'Or podrien ser El Greco i Velázquez. El primer, actiu a finals del segle xvi, és reconegut per les seves representacions religioses. El segon és considerat com el més important dels artistes espanyols al terreny pictòric pels seus precisos i realistes retrats de la cort contemporània de Felip IV. A més d'aquestes dues figures capitals, un nodrit grup de pintors els van secundar amb mèrits semblants: Bartolomé Esteban Murillo, Francisco de Zurbarán o Josep de Ribera es troben entre els pintors de primera fila que va produir aquesta època.
El Greco, format a Creta (la seva terra natal) i posteriorment a Itàlia, on va admirar i aprendre l'art de Miquel Àngel, arriba a Espanya per cultivar un peculiar manierisme relacionat amb l'esperit ascètic i místic de la realitat espanyola del regnat de Felip II i amb la prosa i el vers d'aquests corrents en el seu vessant literari de Fray Luis de León, Santa Teresa de Jesús i San Juan de la Cruz.

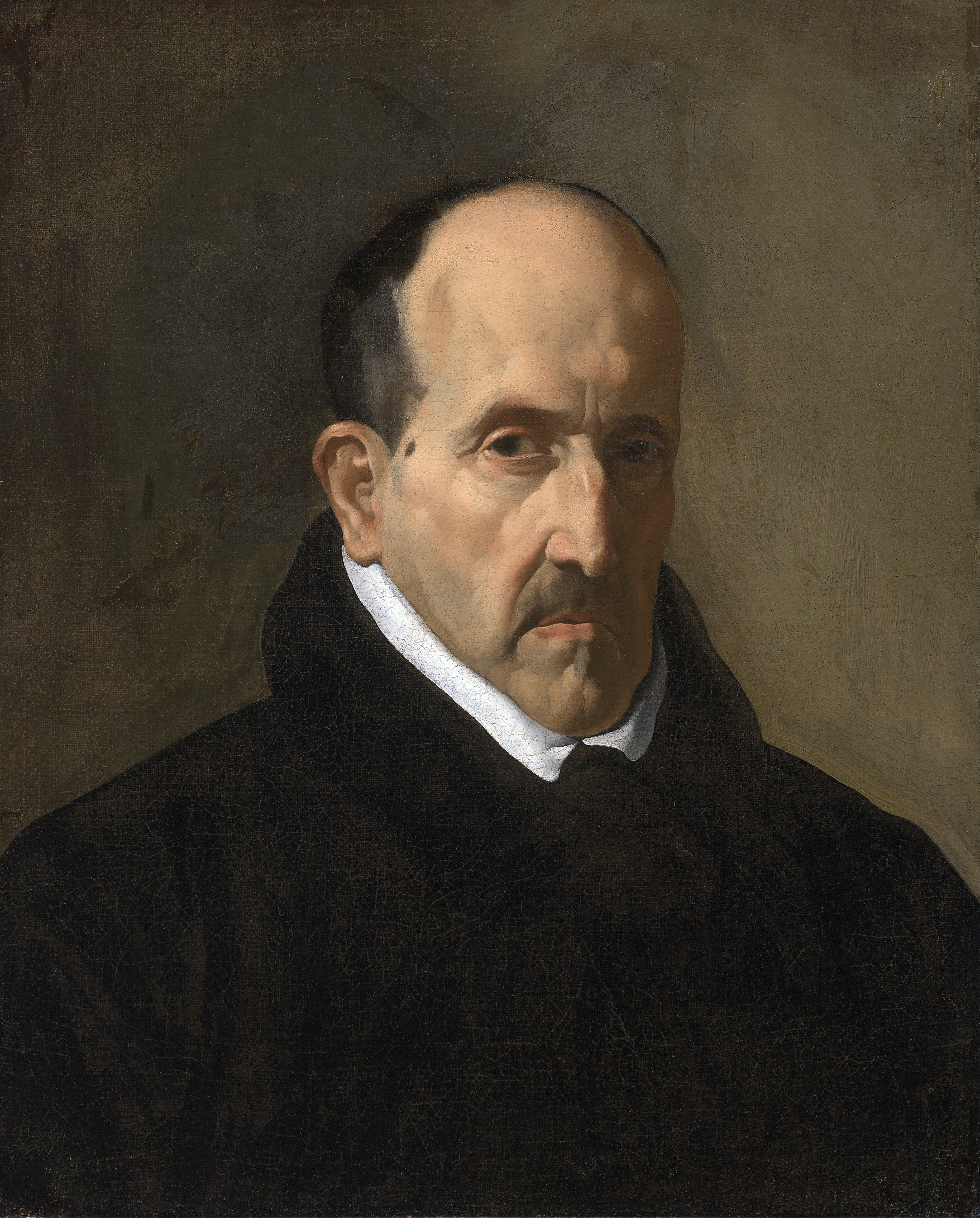
Luis de Góngora, per Velázquez.

Quant a Velázquez, s'aprecia, a més de la seva pintura de cort, els temes religiosos, com El Crist, els de caràcter mitològic, com La forja de Vulcà o El triomf de Baco i fins i tot s'ha volgut veure en ell a un precursor de l'impressionisme en el tractament de la llum i la pinzellada solta que reflecteixen els seus quadres de la Villa Médici. Però sens dubte les seves obres mestres són Les filadores, pintat cap al final de la seva trajectòria, i sobretot Las Meninas, un quadre que ha produït llargues reflexions, com la que li va prodigar José Ortega y Gasset
L'esplendor de les lletres castellanes s'inicia amb l'obra teòrica de l'humanista Antonio de Nebrija que, l'any 1492, va publicar la primera gramàtica castellana. A partir de l'any 1528, i amb l'obra poètica de Garcilaso de la Vega, la lírica experimentarà un important canvi de rumb, adoptant la mètrica italiana dels autors del Renaixement i fixant, així, la que havia de ser la literatura del Segle d'Or espanyol, immersa completament en els temes i formes del renaixement literari.
Una obra realista anònima inaugura el gènere que posteriorment es va anomenar novel·la picaresca: El lazarillo de Tormes. La seva atenció a la marginalitat social i la crítica implícita de les institucions religioses i la hipocresia social va provocar una sèrie de novel·les de continuació d'entre les quals en destaca el Guzmán de Alfarache de Mateo Alemán. El gènere fou àmpliament imitat posteriorment a França i Alemanya com el Gil Blas de Lesage o Moll Flanders de Daniel Defoe.
Cervantes escrigué a principis del segle xvii El Quixot, l'obra més universal de la literatura espanyola de tots els temps. Concebuda com una crítica en forma de paròdia dels aspectes més fabulosos de la novel·la de cavalleries, la que ha estat considerada el punt d'inici de la novel·la moderna reflecteix la realitat deprimida del camp espanyol i aconsegueix reunir tots els gèneres narratius del Renaixement per donar-los una nova forma amb una perspectiva irònica i distanciada no exempta, no obstant això, d'un coneixement profund de l'especial humanitat dels personatges.
També és molt important la creació de la Nova Comèdia per part d'un conjunt de dramaturgs encapçalats per Lope de Vega. La capacitat de connectar amb el públic a la vegada que va crear les bases per a un desenvolupament integral del teatre espanyol, li va suposar l'apel·latiu del "Fènix dels Enginys". Tragèdies com El caballero de Olmedo o comèdies com La dama boba van posar els fonaments de la seva condició de figura clàssica del teatre hispà. Digne successor va tenir en el més cerebral i barroc Calderón de la Barca, que va dominar l'escena des de la mort de Lope fins passada la meitat del segle xvii. La vida es sueño és considerada l'altra cimera del teatre espanyol per les seves implicacions filosòfiques.
Pel que fa a la poesia barroca, dues figures molt de temps considerades oposades, però avui unides a l'estètica del concepte, van dominar la jerarquia lírica: el difícil i brillant, Luis de Góngora i l'enginyós, mordaç i gran creador del llenguatge Francisco de Quevedo. És Juana Inés de la Cruz l'última gran escriptora del Segle d'Or. Va morir a Nova Espanya l'any 1695. Indicis de reivindicació de la condició femenina i un llenguatge culterà de gran profunditat conceptual avalen la seva qualitat poètica